# Liste der Straßen und Plätze in Berlin-Altglienicke

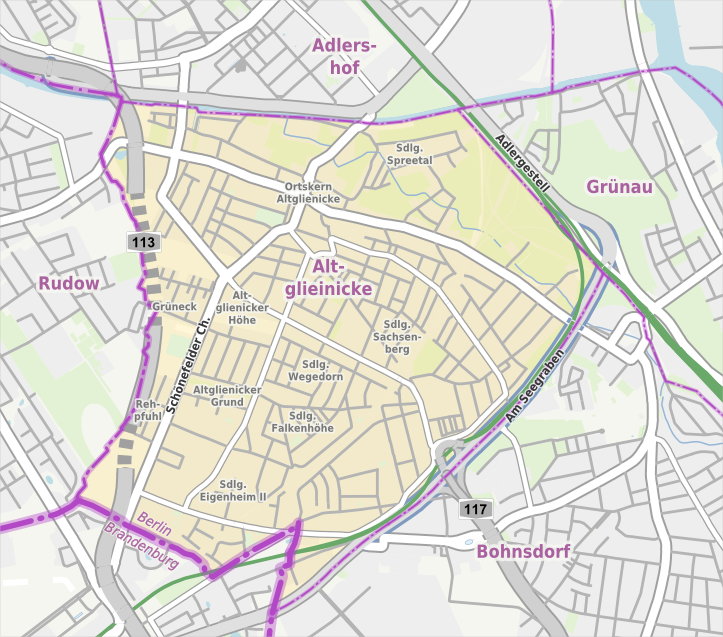
Übersichtskarte von Berlin-Altglienicke

Die Liste der Straßen und Plätze in Berlin-Altglienicke beschreibt das Straßensystem im Berliner Ortsteils Altglienicke mit den entsprechenden historischen Bezügen. Gleichzeitig ist diese Zusammenstellung ein Teil der Listen aller Berliner Straßen und Plätze.

## Überblick

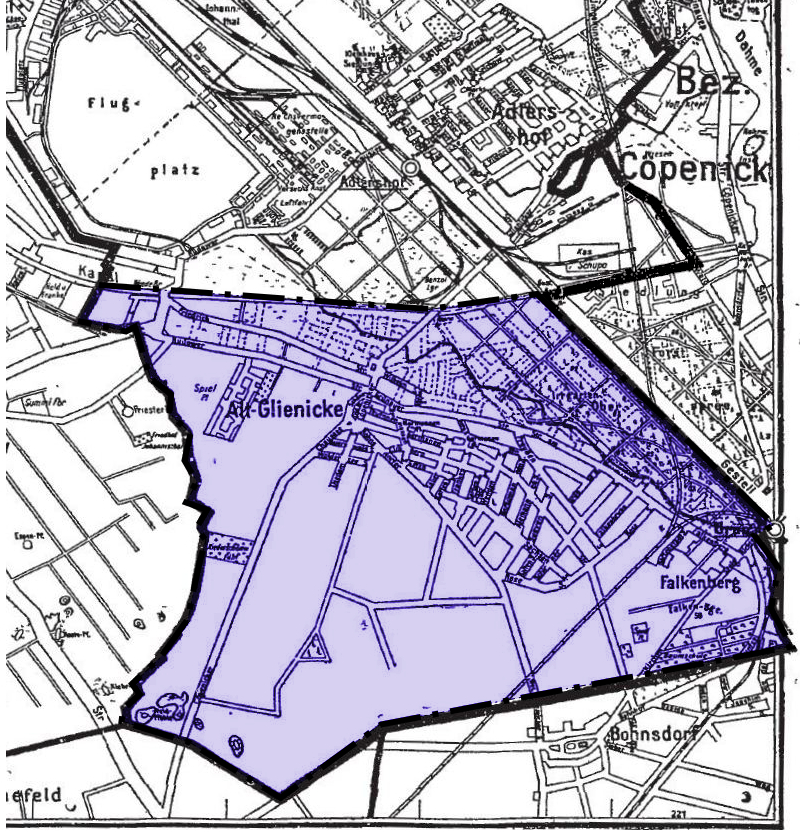
Straßennetz von Berlin-Altglienicke 1923

Altglienicke hat 32.720 Einwohner (Stand: 31. Dezember 2023) und umfasst den Postleitzahlenbereich 12524. Im Ortsteil liegen 157 gewidmete Straßen, von denen neun namensgleich über die Grenze von Altglienicke (teilweise nach Schönefeld in Brandenburg) weiterführen, zudem gibt es in Altglienicke sechs amtliche Plätze. Die Gesamtlänge aller dieser Straßen in Altglienicke beträgt 70,7 Kilometer. In der zentralen Straßenliste des Regionalen Bezugssystems sind für die Klassen Straßen, Privatstraße und Fußweg (ohne Autobahn) 77,08 Kilometer angegeben.
Der Ortsteil wird – im Norden beginnend – im Uhrzeigersinn folgendermaßen begrenzt: Teltowkanal bis zur Bahntrasse der Görlitzer Bahn, Bundesstraße 96a (Am Seegraben), südwestlich des S-Bahnhofs Grünbergallee quer durch die Grundstücke bis zur Grünbergallee, Weidenweg, Bohnsdorfer Chaussee, Uranusstraße, Landschaftspark Rudow-Altglienicke und Bundesautobahn 113. Die Ortsteilgrenzen mit Berlin-Bohnsdorf im Süden wurden zwischen 1978 und 1988 und nochmals bei der Zusammenlegung der Bezirke im Jahr 2001 neu festgelegt. Sie verläuft seitdem vom Adlergestell entlang der B 96a bis in Höhe des Bahnhofs Grünbergallee und dann nördlich bis zum Weidenweg. Die Ortslage Falkenberg gehört daher vollständig zu Bohnsdorf, während das Gebiet zwischen Weidenweg und B 96a nun zu Altglienicke gehört.
Die über das Gebiet des Ortsteils führenden Teile der A 113 sind dem großräumigen Straßensystem nach Straßenentwicklungsplan (StEP) zugeordnet. Es sind 510 Meter Ein- und Ausfahrt zwischen AD Treptow und Zubringerstraße, vom „Zubringer Dresden“ 4250 Meter Hauptfahrbahnen sowie 2440 Meter Tunnelfahrbahnen (Tunnel Altglienicke und Tunnel Rudower Höhe). Zum übergeordneten Straßensystem gehören 3300 Meter Bundesstraße 96a, und zum regionalen (Hauptstraßensystem) gehören 1330 Meter der Straßenzüge
- Neudecker Weg (aus Rudow kommend) – Rudower Straße (jeweils Einbahnstraßen) – Grünauer Straße – Am Falkenberg
- Köpenicker Straße – Schönefelder Chaussee
- und seit dem Bau der Wegedornbrücke – 1330 Meter der Wegedornstraße in Ost-West-Richtung.

Als Ergänzungsstraßen (Stufe IV) sind 9850 Meter geplant: die Straßenzüge Ortolfstraße sowie Ewaldstraße in Nord-Süd-Richtung gehören zu dieser Stufe: Bohnsdorfer Weg, Brigittenweg, Cimbernstraße, Ewaldstraße, Germanenstraße, Grünbergallee, Kirschweg, teilweise Köpenicker Straße, Malvenweg, Normannenstraße, Siriusstraße und einige Teile der Schönefelder Chaussee und der Wegedornstraße (diese einschließlich der Wegedornbrücke). Der Straßenzug Semmelweisstraße ist nach StEP nur noch als sonstige Straße (Stufe V) klassifiziert.
Die zuerst benannten Straßen heißen nach den umliegenden Ortsteilen, zu denen sie führen und nach dem am Falkenberg errichteten Wasserwerk. 1906 wurden mehrere Straßen nach Preußischen Militärs benannt, die ihren Namen auch zu DDR-Zeiten behielten. Ausnahme ist die Walderseestraße (nach Alfred von Waldersee). Mehr als 20 Straßen und Plätze erhielten im Jahr 1906 Namen von frühgeschichtlichen germanischen Stämmen. Mit der fortschreitenden Bebauung in den 1920er und 1930er Jahren bekamen die Straßen in den neuen Quartieren Namen von Pflanzen und männliche „nordische“ Vornamen. Zur DDR-Zeit wurde die Wilhelmstraße in Besenbinderstraße und die Friedrichstraße in Semmelweisstraße umbenannt und mehrere Straßen, deren Namen schon seit den 1930er und 1940er Jahren gebräuchlich war, amtlich benannt. 1959 erhielten mehrere Wohnstraßen Namen von Obstsorten und 1973 Namen von Kriechtieren. Die Straßen im Kosmosviertel wurden 1989 benannt. Mit dem Bau des Kölner Viertels entstanden ab 1995 mehrere neue Straßen, die nach Kölner Örtlichkeiten benannt wurden. Ab 1996 fanden Benennungen in Bezug auf Märchen statt, 1997 nach Ärztinnen und 2002 wiederum nach Pflanzen. Auf Beschluss der Bezirksverordnetenversammlung (BVV) erhielt die Rheingoldstraße am 1. August 2009 den Namen von Lutz Schmidt, der hier 1987 bei einem Fluchtversuch erschossen wurde.

## Übersicht der Straßen und Plätze
Die nachfolgende Tabelle gibt eine Übersicht über die vorhandenen Straßen und Plätze im Ortsteil sowie einige dazugehörige Informationen.
- Name/Lage: aktuelle Bezeichnung der Straße oder des Platzes. Über den Link Lage kann die Straße oder der Platz auf verschiedenen Kartendiensten angezeigt werden. Die Geoposition gibt die Lage der ungefähren Mitte der Straßenlänge an.
- Im amtlichen Straßenverzeichnis nicht aufgeführte Verkehrswege sind mit * gekennzeichnet.
- Ehemalige oder nicht mehr gültige Straßennamen sind kursiv gesetzt. Für bedeutende ehemalige Straßen oder historische Straßennamen ist gegebenenfalls eine gesonderte Liste vorhanden.
- Länge/Maße in Metern:
Die in der Übersicht enthaltenen Längenangaben sind  gerundete Übersichtswerte, die in Google Earth mit dem dortigen Maßstab ermittelt wurden. Sie dienen Vergleichszwecken und werden, sofern amtliche Werte bekannt sind, ausgetauscht und gesondert gekennzeichnet.
Bei Plätzen sind die Maße in der Form a × b für rechteckige Anlagen und für (ungefähr) dreieckige Anlagen als a × b × c mit a als längster Seite angegeben.
Sofern die Straße auch in benachbarte Ortsteile weiterführt, gibt der Zusatz ‚im Ortsteil‘ an, wie lang der Straßenabschnitt innerhalb des Ortsteils dieses Artikels ist.
- Namensherkunft: Ursprung oder Bezug des Namens.
- Anmerkungen: weitere Informationen über anliegende Baudenkmale oder Institutionen, die Geschichte der Straße und historische Bezeichnungen.
- Bild: Foto der Straße oder eines anliegenden Objektes.

| Name/Lage                       | Länge/Maße (in Metern)           | Namensherkunft | Datum der Benennung | Anmerkungen | Bild                                                                              |
| ------------------------------- | -------------------------------- | --- | ------------------- | --- | --------------------------------------------------------------------------------- |
| Agnes-Hacker-Straße (Lage)      | 0100                             | Agnes Hacker (1860–1909), erste Polizeiärztin Berlins | 3. Sep. 1997        | Die Erschließungsstraße zwischen Mohnweg und Sieboldstraße liegt im Ärztinnenviertel. | Agnes-Hacker-Straße                                                               |
| Alemannenstraße (Lage)          | 0440                             | Alemannen, antike und frühmittelalterliche Bevölkerungsgruppe, die dem westgermanischen Kulturkreis zugeordnet wird.                                                                                    | 9. Mai 1958         | Die Wohnstraße verläuft zwischen Preußenstraße und Sachsenstraße. Die ursprüngliche Alemannenstraße war durch den Bau des Bahnaußenrings in ihrem damaligen Verlauf eingezogen worden. Dafür erhielt der westlich des Außenrings entstandene Weg den Namen Alemannenstraße. | Alemannenstraße                                                                   |
| Alfonsstraße (Lage)             | 0270                             | Alfons, männlicher Vorname | 1. Sep. 2015        | Die Straße führt von der Wegedornstraße bis zur Kasperstraße. | Alfonsstraße                                                                      |
| Alter Schönefelder Weg (Lage)   | 0310                             | Schönefeld, Gemeinde im Landkreis Dahme-Spreewald, Brandenburg | um 1900             | Die Straße verbindet die Rudower Straße mit der Schönefelder Chaussee an der Westseite des Altglienicker Ortskerns und geht in die Schönefelder Straße über. Sie ist Teil der alten Verbindung zwischen den Dörfern Altglienicke und Schönefeld. Hier befindet sich das Stadion Altglienicke. | Alter Schönefelder Weg                                                            |
| Altglienicker Grund (Lage)      | 0500                             | Siedlung Altglienicker Grund | 1. März 1996        | Die von der Schönefelder Chaussee zur Ortolfstraße führende Wohnstraße entstand durch Zusammenlegung der Straße 157, 160 und 161. | Altglienicker Grund                                                               |
| Am Alten Friedhof (Lage)        | 0470                             | Evangelischer Friedhof Altglienicke | 1. März 1996        | Die Straße, vorher Straße 130 verläuft von der Wegedornstraße bis zur Rudower Straße. Durch die Lage am Friedhof war der Name bereits vor der amtlichen Benennung gebräuchlich. | Am alten Friedhof                                                                 |
| Am Bruchland (Lage)             | 0280                             | Bruchland, alte Flurbezeichnung | 27. Okt. 1998       | Die Wohnstraße verbindet Semmelweisstraße und Korkedamm und hieß zuvor Straße 197. Bis zum Bau des Teltowkanals 1901–1906 war die Gegend, auf der sich heute die Straße befindet, Sumpfgelände. | Am Bruchland                                                                      |
| Am Falkenberg (Lage)            | 1810 (im Ortsteil)               | Falkenberg, Erhebung im benachbarten Bohnsdorf | 1902                | Sie liegt zwischen der Bohnsdorfer Richterstraße und dem Strohblumenweg, an dem die Straße in die Grünauer Straße übergeht. Im Ortsteil liegt das Teilstück zwischen der Brücke unter der B 96a (siehe dazu Am Seegraben) im Osten und im Westen. Zum Ortsteil gehören die Grundstücke 19–61 sowie 62–111 (fortlaufend). 110, 111 und das unnummerierte Land gegenüber westlich der Bahnbrücke ist Reservefläche der Bahntrasse. Diese Straße ist als regionale Straßenverbindung im Berliner Straßennetz (Kategorie III) eingeordnet. | Am Falkenberg                                                                     |
| Am Falkenberg Wasserwerk (Lage) | 0250 × 210                       | Wasserwerk Am Falkenberg |                     | Die Adresse des einzigen zugeordneten Grundstücks ist 1, und es befindet sich auf dem Gelände des Wasserwerks „Am Falkenberg“. Das Grundstück schließt sich westlich Am Pumpwerk an, nach Nordwest und Nordost liegen Bahntrassen des Grünauer Kreuzes (Abzweige Süd nach Ost und Ost nach Nord). Es wird vom Plumpengraben durchflossen. Im RBS ist der Weg (# 44489) in der Klasse FUWE (Fußweg) mit einer Länge von 100 m aufgenommen. | Am Pumpwerk                                                                       |
| Am Glinigk (Lage)               | 0060                             | Alter Ortskern, der 1375 erstmals als „Glinik“ erwähnt wurde | 19. Dez. 2000       | Die kurze Wohnstraße zwischen Semmelweisstraße und Zur Rothen Laake hieß zuvor Straße 215. | Am Glinigk                                                                        |
| Am Kiesberg (Lage)              | 0600                             | nahegelegener Kiesberg | um 1920             | Sie führt von der Rudower Straße bis zum Hornkleepfad. Schmale Wohnstraße überwiegend mit Einfamilienhäusern bebaut. | Am Kiesberg                                                                       |
| Am Pumpwerk (Lage)              | 0260                             | Wasserwerk Am Falkenberg liegt hier | 1. Dez. 2003        | Sie geht als Stichstraße von Am Falkenberg ab und erschließt das Wasserwerk und die KGA Falkenbrunn. | Am Pumpwerk · Altes Pumpwerk                                                      |
| Am Seegraben (Lage)             | 0270 (im Ortsteil Ostseite)      | Wassergraben, der nördlich am Schönefelder See vorüberführt | um 1961             | Die Straße ist als übergeordnete Straßenverbindung im Berliner Straßennetz (Kategorie II) eingeordnet und ein Abschnitt der Bundesstraße 96a, sie verbindet das Adlergestell von Grünau über die A 117 hinweg mit der Gemeinde Schönefeld. Dort führt die Trasse als Mittelstraße weiter. Die Straße wurde nach der Inbetriebnahme des Flughafens Schönefeld für den zivilen Betrieb und nach dem Mauerbau ab 1961 neu angelegt. Sie bildet die südöstliche Ortsteilgrenze von Altglienicke zu Bohnsdorf. Am Seegraben war auf Berliner Gebiet nicht amtlich bezeichnet, jedoch in einigen Stadtplänen namentlich enthalten. Der amtliche Name nach der Karte 1:5000, hergestellt durch die bezirklichen Vermessungsämter war „B 96a (Süd)“. Im Mai 2023 wurde die Straße durch das Bezirksamt Treptow-Köpenick als „Am Seegraben“ benannt. Zwischen 2010 und 2011 wurde die gesamte Trasse „grundhaft erneuert“, um ihren Zustand als Zubringer zum geplanten Flughafen BER zu verbessern. | Am Seegraben · Am Seegraben                                                       |
| Am Winkel (Lage)                | 0130                             | rechtwinkliger Verlauf | 1. Juni 1995        | Die als Straße 181 angelegte Wohnstraße verläuft von der Rosestraße im rechten Winkel zur Germanenstraße. | Am Winkel Gemeindeheim                                                            |
| Anne-Frank-Straße (Lage)        | 0360                             | Anne Frank (1929–1945), Opfer des Holocausts | 2. Feb. 1987        | Die Wohnstraße führt von der Ortolfstraße bis zum Nelkenweg. | Anne-Frank-Straße                                                                 |
| Apfelweg (Lage)                 | 0230                             | Äpfel, Pflanzengattung von Kernobstgewächsen innerhalb der Familie der Rosengewächse | 2. März 1959        | Die Wohnstraße hieß bei ihrer Anlage Straße 177 und führt vom Renettenweg bis zum Mohnweg. | Apfelweg                                                                          |
| Auerswaldstraße (Lage)          | 0310                             | Hans Adalbert von Auerswald (1822–1870) Oberst, Kommandeur des 1. Garderegiments | 6. Juni 1906        | Die Wohnstraße verläuft von der Schönefelder Chaussee bis Bohnsdorfer Weg und Ortolfstraße. | Auerswaldstraße                                                                   |
| Bahnweg (Lage)                  | 0200                             | Berliner Außenring der Bahn | 2. März 1959        | Die Wohnstraße in der Siedlung Falkenhöhe, direkt neben der Bahnlinie gelegen, verläuft vom Ontarioweg zum Quittenweg. | Bahnweg                                                                           |
| Baltenstraße (Lage)             | 0180                             | Balten, Einwohner des Baltikums | 5. Dez. 1911        | Der kurze Siedlungsweg in der Siedlung Sachsenberg zwischen Sachsen- und Rosestraße gehört zu einer Gruppe von mehr als 20 Straßen und Plätzen im Ortsteil Altglienicke, die nach verschiedenen frühgeschichtlichen Stämmen, Stammesbünden und Völkerschaften benannt sind. In diesen Benennungen spiegelt sich das gestiegene Interesse an den Völkern frühgeschichtlicher Zeit wider, das im Zusammenhang mit dem gewachsenen Erkenntnisstand der prähistorischen Forschung und mit der Entwicklung dieser Wissenschaftsdisziplin gegen Ende des 19. Jahrhunderts zu sehen ist. | Baltenstraße                                                                      |
| Beelitzer Weg (Lage)            | 0180                             | Beelitz, Stadt im Landkreis Potsdam-Mittelmark, Brandenburg | 25. Mai 1973        | Die Straße führt vom Geltower Weg bis zur Bohnsdorfer Chaussee. Durch den Bau des Bahnaußenrings wurde die Straße 163 (Froschsteg) getrennt. Das südlich des Außenrings gelegene Teilstück des Siedlungswegs wurde in Beelitzer Weg benannt, der nördliche Teil in Froschsteg. | Beelitzer Weg                                                                     |
| Bernulfstraße (Lage)            | 0320                             | Bernulf, männlicher Vorname | 18. Jan. 1936       | Vorher Straße 121. Die Straße liegt in einer Siedlung, in der die Wege und Straßen nach männlichen Vornamen benannt wurden. Sie führt von der Ortolfstraße bis zur Salierstraße. | Bernulfstraße                                                                     |
| Besenbinderstraße (Lage)        | 0290                             | Besenbinder, weitgehend verschwundener Handwerksberuf | 10. Mai 1951        | Die Benennung bezieht sich auf die ehemals in Alt-Glienicke ansässigen Besenbinder. Der vorherige Name von 1891 bis 1951 war Wilhelmstraße. Die Umbenennung erfolgte im Zuge der Veränderung von Straßennamen, die als monarchistischen oder militaristischen Ursprungs galten. Laut Magistratsvorlage sollte die Straße den Namen Kirchstraße erhalten. Da dieser Name jedoch im Stadtzentrum verwendet werden sollte, wurde lediglich die Umbenennung beschlossen und der zuständige Stadtrat ermächtigt, einen neuen Namen für die Straße festzulegen. | Alte Dorfschule · Besenbinderstraße                                               |
| Betulaweg (Lage)                | 0310                             | Betula, Gattungsbezeichnung für Birken | 3. Apr. 2018        | Die Straße führt vom Brunolfweg bis zur Ortolfstraße. | Betulaweg                                                                         |
| Birnenweg (Lage)                | 0500                             | Birnen, Pflanzengattung, der Kernobstgewächse in der Familie der Rosengewächse | 2. März 1959        | Die als Straße 114 angelegte Wohnstraße führt L-förmig von der Ortolfstraße bis zum Ontarioweg. Die Bebauung besteht überwiegend aus Einfamilienhäusern. An der Verbindung mit der Lehmusstraße führt ein Fußgängersteg über die Güterbahn ins Kölner Viertel. | Birnenweg                                                                         |
| Blindschleichengang (Lage)      | 0450                             | Blindschleiche, Echsenart innerhalb der Familie der Schleichen | 23. Mai 1973        | Die ursprüngliche Straße 154 (Blindschleichengang) in der Siedlung Eigenheim II wurde durch den Bau des Bahnaußenrings in zwei Teile geteilt. Der nördlich davon gelegene Teil wurde in Blindschleichengang, der südlich gelegene in Geltower Weg benannt. Gleichzeitig erfolgte eine Neunummerierung der Grundstücke. Hier hat der Kinderzirkus Cabuwazi eines seiner Zirkuszelte. | Blindschleichengang · Blindschleichengang Cabuwazi                                |
| Bohnsdorfer Chaussee (Lage)     | 0570 (im Ortsteil)               | Bohnsdorf, benachbarter Ortsteil | um 1900             | Die Straße bildet die Grenze zu Schönefeld, nur die Grundstücke liegen in Altglienicke. Sie führt als Fortführung des Weidenwegs zur Waltersdorfer Chaussee in Schönefeld. | Bohnsdorfer Chaussee                                                              |
| Bohnsdorfer Weg (Lage)          | 1710 1210 + 500                  | Bohnsdorf, benachbarter Ortsteil | um 1900             | Er ist als ergänzende Straßenverbindung im Berliner Straßennetz (Kategorie IV) eingeordnet und Teil der alten Verbindung zwischen Altglienicke und Bohnsdorf. Er verläuft von der Köpenicker Chaussee bis über die Markomannenstraße, wo ein unbenannter Weg weiter zur Lutizenstraße führt. An der Salierstraße erschließt er mit mehreren Abzweigen eine Siedlung. Durch den Bau des Außenringes wurde der südliche Teil zwischen Rosestraße und Ewaldstraße abgetrennt und soll demnächst in die Wegedornstraße einbezogen werden. Die ruhige Straße ist überwiegend mit Einfamilienhäusern bebaut. Für Fußgänger gibt es eine Verbindung entlang der Bahnlinie zur Lutizenstraße und eine Fußgängerbrücke an der Wegedornstraße zum südlichen Teil des Bohnsdorfer Wegs. | Bohnsdorfer Weg · Bohnsdorfer Weg                                                 |
| Braunellenplatz (Lage)          | 0070 × 40                        | Braunellen, Pflanzengattung aus der Familie der Lippenblütler | 4. Dez. 1930        | Die als Platz III angelegte Brachfläche ist heute ein geschütztes Biotop für viele Kleintiere und gefährdete Pflanzen. | Braunellenplatz                                                                   |
| Braunellensteig (Lage)          | 0150                             | Braunellen, Pflanzengattung aus der Familie der Lippenblütler | 4. Dez. 1930        | Die als Straße 134 angelegte Wohnstraße liegt zwischen Wegedornstraße und Hornkleepfad. Schmale Wohnstraße, die mit Einfamilienhäusern bebaut ist. | Braunellensteig                                                                   |
| Brigittenweg (Lage)             | 0440                             | Brigitte, weiblicher Vorname | 23. Mai 1973        | Der Siedlungsweg, der vor seiner Benennung als Straße 150 (Brigittenweg) bezeichnet wurde, reichte ursprünglich bis zur Bohnsdorfer Chaussee. Heute verläuft er als Verlängerung der Siriusstraße von der Ortolfstraße bis zur Bahntrasse. Durch den Bau des Bahnaußenrings wurde er in zwei Teile geteilt. Ein Abschnitt erhielt 1973 den Namen Brigittenweg. Der östliche Teil war bereits 1959 in Kirschweg benannt worden. Diese Straße ist als ergänzende Straßenverbindung im Berliner Straßennetz (Kategorie IV) eingeordnet. Der Brigittenweg ist namensgebend für die eingeschlossene Brigittenbrücke. | Brigittenweg                                                                      |
| Brunolfweg (Lage)               | 0190 120 + 70                    | Brunolf, männlicher Vorname | 4. Jan. 1938        | Die als Straße 145 angelegte Wohnstraße wird durch eine Grünfläche unterbrochen. Die Nr. 1–14 gehen von der Wegedornstraße ab und die Nr. 15–43 vom Damarksteig. | Brunolfweg                                                                        |
| Chaukenstraße (Lage)            | 0210                             | Chauken, germanischer Stamm | 23. Nov. 2019       | Die Straße führt vom Bohnsdorfer Weg zur Wegedornstraße. | Chaukenstraße                                                                     |
| Chorweilerstraße (Lage)         | 0280                             | Chorweiler, Stadtteil im Norden von Köln | 1. Jan. 1997        | Die Wohnstraße im Kölner Viertel verläuft von der Coloniaallee bis zur Kalker Straße und weiter als Fußweg zur Müngersdorfer Straße. An ihrer nördlichen Seite liegt der Coloniapark. Die beiden Verbindungsstraßen zur Ehrenfelder Straße gehören jeweils zur Hälfte zu dieser und zur Chorweilerstraße. Die Mehrfamilienhäuser im Kölner Viertel entstanden Mitte der 1990er Jahre. Über Fußwege durch die Häuser sind die einzelnen Straßen miteinander verbunden, die Innenhöfe sind begrünt und dienen als Gemeinschaftsflächen. Der nördliche Straßenteil grenzt an den Coloniapark. | Chorweilerstraße · Chorweilerstraße 24                                            |
| Cimbernstraße (Lage)            | 0710                             | Cimbern, germanischer Volksstamm | 6. Juni 1906        | Die Wohnstraße führt vom Bohnsdorfer Weg zur Wendenstraße. Diese Straße ist als ergänzende Straßenverbindung im Berliner Straßennetz (Kategorie IV) eingeordnet. | Cimbernstraße                                                                     |
| Coloniaallee (Lage)             | 0330                             | alter römischer Name für Köln Colonia Claudia Ara Agrippinensium, später Colonia Agrippina | 1. Juni 1995        | Die Straße in dem 1995 südlich des Eisenbahnaußenrings neuerrichteten „Kölner Viertel“ wurde nach Treptows Partnerstadt Köln (seit November 1990) benannt. Weitere Straßen in diesem Viertel wurden nach Kölner Stadtteilen benannt. Sie führt von der Porzer Straße bis zum Weidenweg. Die Mehrfamilienhäuser im Kölner Viertel entstanden Mitte der 1990er Jahre. Über Fußwege durch die Häuser sind die einzelnen Straßen miteinander verbunden. Die Innenhöfe sind begrünt und dienen als Gemeinschaftsflächen. Am nördlichen Ende der Straße führt ein Fußgängersteg über die Güterbahn zur Lehmusstraße und zur Altglienicker Aue. | Coloniaallee                                                                      |
| Dankmarsteig (Lage)             | 0880 (im Ortsteil)               | Dankmar, männlicher Vorname | 24. Aug. 1936       | Die als Straße 143 angelegte Wohnstraße verläuft von der Ortolfstraße bis zur Bezirksgrenze. Über dem Tunnel der A 113 führt er als Fußweg weiter nach Rudow, wo er zur „Friedel road“, dem ehemaligen Patrol-Weg der Alliierten führt und einen gleichnamigen Straßenteil erreicht. | Dankmarsteig                                                                      |
| Deutzer Steig (Lage)            | 0120                             | Köln-Deutz, rechtsrheinischer Stadtteil Kölns | 17. Nov. 2004       | Die Wohnstraße verbindet Müngersdorfer Straße und Klettenberger Straße. | Deutzer Steig                                                                     |
| Dorothea-Viehmann-Straße (Lage) | 0540                             | Dorothea Viehmann (1755–1815), eine der wichtigsten Quellen der Märchensammlung der Brüder Grimm | 1. Dez. 1996        | Die Wohnstraße führt von der Wegedornstraße bis zur Rudower Straße | Dorothea-Viehmann-Straße                                                          |
| Drössestraße (Lage)             | 0300                             | Hermann Drösse (1846–1914), Wäschereibesitzer, Vorsitzender des Aufsichtsrates der „Terrain-Gesellschaft Altglienicke“                                                                                  | 5. Dez. 1911        | Die Wohnstraße führt von Am Falkenberg bis zur Preußenstraße. Der Name war einer von sieben, die während der Sitzung des Gemeinderates am 5. Dezember 1911 beschlossen wurden. | Drössestraße                                                                      |
| Ehrenfelder Platz (Lage)        | 0050 × 50                        | Köln-Ehrenfeld, Stadtteil des gleichnamigen Stadtbezirks | 1. März 1997        | Der Platz liegt zu beiden Seiten der Ehrenfelder Straße im Kölner Viertel. Hier befindet sich die gleiche Figurengruppe von Tünnes und Schäl des Bildhauers Wolfgang Reuter wie in der Kölner Altstadt. Der kleine Platz ist das Zentrum des Kölner Viertels und Fußgängern vorbehalten, er verbindet die Coloniaallee mit der Ehrenfelder Straße. | Ehrenfelder Platz Tünnes und Schäl (Wolfgang Reuter aus Köln) · Ehrenfelder Platz |
| Ehrenfelder Straße (Lage)       | 0520                             | Köln-Ehrenfeld, Stadtteil des gleichnamigen Stadtbezirks | 1. März 1997        | Die Wohnstraße führt von der Coloniaallee über den Ehrenfelder Platz zur Kalker Straße. Die beiden Verbindungsstraßen zur Chorweilerstraße gehören ebenfalls zur Hälfte zur Ehrenfelder Straße und zur Hälfte zur Chorweilerstraße. Die Mehrfamilienhäuser im Kölner Viertel entstanden Mitte der 1990er Jahre. Über Fußwege durch die Häuser sind die einzelnen Straßen miteinander verbunden. Die Innenhöfe sind begrünt und dienen als Gemeinschaftsflächen. | Ehrenfelder Straße                                                                |
| Erxlebenstraße (Lage)           | 0430                             | Dorothea Erxleben (1715–1762), erste promovierte Ärztin Deutschlands | 3. Sep. 1997        | Die Wohnstraße verläuft vom Mohnweg zum Birnenweg. Daran anschließend führt ein Fußweg über die Bahntrasse zum Rebenweg / Porzer Straße. | Erxlebenstraße                                                                    |
| Ewaldstraße (Lage)              | 2030                             | Ewald, männlicher Vorname | 5. Nov. 1942        | Die Straße führt von der Preußenstraße bis zur Grünbergallee. In Folge des Straßenneubaus entlang der S-Bahn-Linie (Verbindungsstraße zwischen den Bahnhöfen Altglienicke und Grünbergallee) wurde die Verlängerung der Straße 105 zwischen Richard-Günther-Straße und Grünbergallee durch Beschluss des Magistrats vom 18. November 1966 in die Ewaldstraße einbezogen. Diese Straße ist als ergänzende Straßenverbindung im Berliner Straßennetz (Kategorie IV) eingeordnet. | Ewaldstraße                                                                       |
| Falkenbrunnstraße (Lage)        | 0710                             | zur Zeit der Namensgebung errichtetes Wasserwerk Am Falkenberg | um 1906             | Sie verläuft von der Preußenstraße über Am Falkenberg und weiter bis zum Grünauer Kreuz an der Bahnstrecke Berlin–Görlitz, wo sie als Sackgasse endet. Der Teil nördlich Am Falkenberg, ehemals Straße 186 wurde 1935 einbezogen. | Falkenbrunnstraße                                                                 |
| Frankenstraße (Lage)            | 0550                             | Franken, eine westgermanische Volksgruppe | 6. Juni 1906        | Die Wohnstraße führt vom Bohnsdorfer Weg zur Lutizenstraße und versetzt weiter bis zum Germanenplatz. | Frankenstraße                                                                     |
| Friesenstraße (Lage)            | 0090                             | Friesen, Bevölkerungsgruppe, die an der Nordseeküste in den Niederlanden und Deutschland lebt | 6. Juni 1906        | Die kurze Wohnstraße führt von der Sorbenstraße bis zur Wendenstraße. | Friesenstraße                                                                     |
| Froschsteg (Lage)               | 0290                             | Frösche, eine Ordnung der Wirbeltiere | 25. Mai 1973        | Die Stichstraße geht von der Otterstraße ab. Der 1929/1930 angelegte Siedlungsweg verlief ursprünglich als Straße 163 (Froschsteg) von der Bohnsdorfer Chaussee (Stadtgrenze) in westliche Richtung. Durch den Bau des Bahnaußenrings wurde er geteilt. Der südliche Teil wurde in Beelitzer Weg, der nördliche Teil in Froschsteg benannt. | Froschsteg                                                                        |
| Gärtnerweg (Lage)               | 0280                             | Gärtner, Berufsbezeichnung für Personen, die im Gartenbau tätig sind | 2. März 1959        | Die Wohnstraße geht als Sackgasse vom Kirschweg ab und endet an der Bahntrasse. Durch den Bau des Außenringes wurde die in den 1930er Jahren entstandene Straße 151 geteilt, der südliche Teil erhielt den Namen Gärtnerweg. | Gärtnerweg                                                                        |
| Geltower Weg (Lage)             | 0110                             | Geltow, Ortsteil der Gemeinde Schwielowsee in Brandenburg | 23. Mai 1973        | Die Wohnstraße verläuft vom Beelitzer Weg bis Glindower Weg. Nach dem Bau des Bahnaußenrings wurden die südlich des Eisenbahnrings gelegenen Abschnitte der Straße 150 (Brigittenweg) und der Straße 154 (Blindschleichengang) in Geltower Weg umbenannt, gleichzeitig erfolgte eine Neunummerierung der Grundstücke. Am 1. März 2004 wurde der Teil des Geltower Weges mit den Nummern 24, 26, 28 und 30 in den Kirschweg einbezogen, der Geltower Weg verläuft seitdem nur noch von Beelitzer bis Glindower Weg. | Geltower Weg                                                                      |
| Germanenplatz (Lage)            | 0070 × 40                        | Germanen, eine Anzahl von ehemaligen Stämmen in Mitteleuropa und im südlichen Skandinavien, deren ethnische Identität in der Forschung traditionell über die Sprache bestimmt wird                      | 6. Juni 1906        | Der Germanenplatz liegt zwischen Teutonenstraße und Germanenstraße, die beiden dazwischen liegenden Verbindungsstraßen tragen ebenfalls diesen Namen. | Germanenplatz · Germanenplatz                                                     |
| Germanenstraße (Lage)           | 1730                             | Germanen, eine Anzahl von ehemaligen Stämmen in Mitteleuropa und im südlichen Skandinavien, deren ethnische Identität in der Forschung traditionell über die Sprache bestimmt wird                      | 6. Juni 1906        | Sie führt von der Normannenstraße über Ewaldstraße und setzt sich dort bis zum Bahnhof Altglienicke fort, der über eine Fußgängerbrücke erreichbar ist. Es ist eine ruhige Wohnstraße mit mäßigem Verkehrsaufkommen und überwiegend mit Ein- und Zweifamilienhäusern bebaut. Es gibt einen Fußweg durch die Preußensiedlung zur Preußenstraße. Diese Straße ist als ergänzende Straßenverbindung im Berliner Straßennetz (Kategorie IV) eingeordnet. | Germanenstraße · Germanenstraße                                                   |
| Gerosteig (Lage)                | 0490                             | Gero (um 900–965), der erste und einzige Markgraf der Sächsischen Ostmark | 22. Feb. 1957       | Die Wohnstraße verläuft von der Schönefelder Chaussee bis zur Ortolfstraße. Sie erhielt 1942 den Namen Gerostraße, aber sowohl auf den Straßenschildern als auch in amtlichen Dokumenten wurde Gerosteg verwendet, weshalb 1957 die amtliche Umbenennung stattfand. | Gerosteig                                                                         |
| Glindower Weg (Lage)            | 0170                             | Glindow, Ortsteil von Werder (Havel) | 25. Mai 1973        | Die Wohnstraße verbindet Kirschweg und Bohnsdorfer Chaussee mit einem Abzweig zum Geltower Weg. Durch den Bau des Bahnaußenrings wurde die Straße 161 (Krötengasse) geteilt. Der südlich des Außenrings gelegene Teil dieser Straße erhielt zusammen mit der Straße 167 (Libellenweg) den Namen Glindower Weg. | Glindower Weg                                                                     |
| Goldsternweg (Lage)             | 0670                             | Goldstern alternative Bezeichnung für Gelbsterne, ein Liliengewächs | 1. Okt. 2002        | Die als Straße 72 entstandene Wohnstraße führt von der Köpenicker Straße zum Taubnesselweg und endet an der Bahntrasse als Sackgasse. Sie erschließt die Kolonien ‚Lunapark I‘ und ‚Bodenreform‘ und die Siedlung Spreetal. | Goldsternweg                                                                      |
| Gotenstraße (Lage)              | 0140                             | Goten, ein ostgermanisches Volk | 6. Juni 1906        | Die 1904 angelegte Wohnstraße führt von der Salierstraße zur Frankenstraße. | Gotenstraße                                                                       |
| Grünauer Straße (Lage)          | 0710                             | Berlin-Grünau, benachbarter Ortsteil | vor 1890            | Die Grünauer Straße geht von der Köpenicker Straße ab und in die Straße Am Falkenberg über. Sie ist Teil der alten Verbindung von Rudow über Altglienicke und Bohnsdorf nach Grünau. Diese Straße ist als regionale Straßenverbindung im Berliner Straßennetz (Kategorie III) eingeordnet. | Grünauer Straße 7/8                                                               |
| Grünbergallee (Lage)            | 0350 (im Ortsteil)               | Alfred Grünberg (1901–1942), KPD-Mitglied und Widerstandskämpfer gegen den Nationalsozialismus | 20. Apr. 1948       | Die Grünbergallee führt auf Altglienicker Gebiet als Verlängerung der Kirschallee bis zum Bahnhof Grünbergallee. Auf Bohnsdorfer Gebiet verläuft der östliche Teil bis zum Dorfplatz. Durch den Bau des Außenringes und der Straße Am Seegraben wurde sie geteilt. Zuerst hieß der Verkehrsweg Schönefelder Weg (18. Jh.) und Schönefelder Straße (ab 1925–1948) nach seiner Richtung. Er führte vom Dorfplatz Bohnsdorf zur Bohnsdorfer Chaussee. Diese Straße ist als ergänzende Straßenverbindung im Berliner Straßennetz (Kategorie IV) eingeordnet. | Grünbergallee                                                                     |
| Guntherstraße (Lage)            | 0590                             | Gunther, Gestalt aus dem Nibelungenlied | 22. Juli 1993       | Die Wohnstraße verläuft zwischen Lutz-Schmitz-Straße (ehemals: Rheingoldstraße) über Nibelungenweg zum Gerosteig, Siedlung Rehpfuhl. Im Straßenverzeichnis war sie bis 1993 als Straße 170 (Guntherstraße) ausgewiesen. Der nichtamtliche Name Guntherstraße wurde seit Ende der 1930er Jahre verwendet. Eine Wohnstraße mit Einfamilienhäusern in der Siedlung Rehpfuhl. Die Straße verläuft parallel zur A 113 und endet in einem Knick als Sackgasse direkt an der Autobahn. An der Stelle mindern Lärmschutzwände den Geräuschpegel der stark befahrenen Autobahn. Fußgänger und Radfahrer können an dieser Stelle über einen die Autobahn querenden Fußgängersteg in den Landschaftspark Rudow-Altglienicke und zur Rudower Höhe gelangen. | Guntherstraße                                                                     |
| Gustelstraße (Lage)             | 0300                             | Gustel, Form von August, männlicher Vorname | 1. Okt. 1996        | Die Wohnstraße, vorher als Straße 141 (Gretelstraße) ausgewiesen, verläuft vom Dankmarsteig bis zur Kasperstraße. | Gustelstraße                                                                      |
| Harrosteig (Lage)               | 0300                             | Harro, männlicher Vorname | 24. Jan. 1938       | Die Wohnstraße zwischen Dankmarsteig und Gerosteig liegt in einer Siedlung, in der die Wege und Straßen nach männlichen Vornamen benannt wurden. | Harrosteig                                                                        |
| Hassoweg (Lage)                 | 0270                             | Hasso, männlicher Vorname | 18. Jan. 1936       | Die Wohnstraße zwischen Wolfmarsteig und Anne-Frank-Straße entstand als Straße 211. In diesem Viertel sind die Straßen und Wege nach männlichen Vornamen benannt. | Hassoweg                                                                          |
| Henningweg (Lage)               | 0210                             | Henning, männlicher Vorname | 5. Nov. 1942        | Die Wohnstraße liegt zwischen Rosestraße und Ewaldstraße. | Henningweg                                                                        |
| Herulerstraße (Lage)            | 0240                             | Heruler, (ost)germanischer Stamm, der in den 60er Jahren des 3. Jahrhunderts n. Chr. am Schwarzen Meer zum ersten Mal geschichtlich in Erscheinung trat                                                 | 9. Nov. 1926        | Die Wohnstraße führte ursprünglich von der Drösslerstraße zur Preußenstraße. Durch den Bau des Außenringes wurde sie unterbrochen, sodass sie nun an der Bahntrasse als Sackgasse endet. | Herulerstraße                                                                     |
| Hornkleepfad (Lage)             | 0300                             | Hornklee, Pflanzengattung in der Unterfamilie Schmetterlingsblütler (Faboideae) innerhalb der Familie der Hülsenfrüchtler                                                                               | 4. Dez. 1930        | Die teilweise unbefestigte Wohnstraße liegt zwischen Am Kiesberg und Braunellenweg. Sie wurde anfangs als Straße 136 bezeichnet. Die schmale Wohnstraße ist mit Einfamilienhäusern bebaut. | Hornkleepfad                                                                      |
| Iselersteig (Lage)              | 0250                             | Jean Paul Julius Iseler (1865–1933), Theologe, Pfarrer in Altglienicke | 19. Dez. 2000       | Die Wohnstraße, als Straße 188 angelegt, führt von der Semmelweisstraße bis Zur Rothen Laake. | Iselersteig                                                                       |
| Jungfernsteg (Lage)             | 0310                             | Jungfer, ursprünglich eine junge Adlige. Ähnlich zum Junker, spaltete sich dann zur Bezeichnung junger weiblicher Bediensteter und ist heute auch ein Synonym zur Jungfrau                              | 1. Dez. 1996        | Die Wohnstraße taucht erstmals 1936 im Adressbuch auf mit dem Hinweis Siedlung Eigenheim I. Die Parzellen sind noch nicht mit Hausnummern angegeben, dafür aber 12 Häuser mit den Namen der Eigentümer. Nach amtlichen Angaben steht der Name in Beziehung zu Märchen, da er von Straßen umgeben ist, die nach Märchen- und Sagenfiguren benannt sind. Sie führt von der Dorothea-Viehmann-Straße über Rapunzelstraße zur Schönefelder Chaussee. Der Straßenname Jungfernsteg (16954) wurde am 19. Januar 1995 im amtlichen Eintrag in „Straße 128 (Jungfernsteg)“ (41464) geändert, aber im Folgejahr am 1. Dezember 1996 wieder in Jungfernsteg (jetzt mit der Straßennummer 6749) zurückgeführt. | Jungfernsteg                                                                      |
| Kalker Straße (Lage)            | 0330                             | Köln-Kalk, Stadtteil von Köln | 1. März 1997        | Die Wohnstraße im Kölner Viertel führt von der Chorweilerstraße zur Ewaldstraße. | Kalker Straße                                                                     |
| Kasperstraße (Lage)             | 0500                             | Kasper, der komische Held des Kaspertheaters | 1. Okt. 1996        | Die Wohnstraße mit mehreren Stichstraße erschließt ein Neubaugebiet und zweigt von der Schönefelder Chaussee ab. | Kasperstraße                                                                      |
| Kattenstraße (Lage)             | 0190                             | Chatten (auch Katten), germanischer Volksstamm, der im Bereich der Täler von Eder, Fulda und des Oberlaufes der Lahn seinen Siedlungsschwerpunkt hatte                                                  | 6. Juni 1906        | Die Wohnstraße führt von der Gotenstraße bis zum Bohnsdorfer Weg. | Kattenstraße                                                                      |
| Keltensteig (Lage)              | 0130                             | Kelten, seit der Antike Bezeichnung für Volksgruppen der Eisenzeit in Europa | 23. Nov. 1931       | Von vor 1891 bis 1931 hieß der kleine Verbindungsweg zwischen Grünauer- und Teutonenstraße Bergstraße nach dem Anstieg von der Spreeniederung zum Teltow. | Keltensteig                                                                       |
| Kirschenbaumstraße (Lage)       | 0170                             | Jesekiel David Kirszenbaum (1900–1954), (in Deutschland auch bekannt als Kirschenbaum), polnisch-jüdischer Maler und Karikaturist, Opfer des NS-Regimes                                                 | 31. Jan. 1997       | Die Wohnstraße in dem Neubauviertel verläuft zwischen Ortolfstraße und Hassoweg. | Kirschenbaumstraße                                                                |
| Kirschweg (Lage)                | 0240                             | Kirsche, oder Süßkirsche aus der Familie der Rosengewächse | 2. März 1959        | Er verbindet die Grünbergallee mit dem Brigittenweg und führt zwischen Rebenweg und Weidenweg über Schönefelder Gebiet. Durch den Bau des Bahnaußenrings wurde die Straße 150 (Brigittenweg) geteilt. Der östlich des Außenrings gelegene Teil wurde 1959 in Kirschweg, der westlich verlaufende Teil 1973 in Brigittenweg benannt. Beide sind durch eine Fußgängerbrücke miteinander verbunden. Am 1. März 2004 wurden die Nummern 24, 26, 28 und 30 des Geltower Weges in den Kirschweg einbezogen und somit der Kirschweg um die Nummern 25, 27, 29 und 31 erweitert. Diese Straße ist als ergänzende Straßenverbindung im Berliner Straßennetz (Kategorie IV) eingeordnet. | Kirschweg                                                                         |
| Kleeblattstraße (Lage)          | 0340                             | Klee, Pflanzengattung der Schmetterlingsblütler aus der Pflanzenfamilie der Hülsenfrüchtler | 1. Jan. 1992        | Die Wohnstraße entstand als Straße 106 zwischen Rosestraße und Ewaldstraße. Von 1960 bis 1992 hieß sie Richard-Günther-Straße. | Kleeblattstraße                                                                   |
| Kleiner Mohnweg (Lage)          | 0420                             | Mohn, Pflanzengattung aus der Familie der Mohngewächse | 22. Okt. 2001       | Der südöstlich der Bahnlinie gelegene Abschnitt des Mohnwegs wurde am 31. August 2001 in Kleiner Mohnweg umbenannt. | Kleiner Mohnweg                                                                   |
| Klettenberger Straße (Lage)     | 0520                             | Köln-Klettenberg, Stadtteil von Köln | 1. Sep. 1996        | Die Straße zwischen Ewaldstraße und Mohnweg im Kölner Viertel entstand als Straße 110. | Klettenberger Straße                                                              |
| Knospengrund (Lage)             | 0140                             | Knospe, jugendlicher Zustand eines Sprosses | 9. Aug. 2000        | Die Privatstraße (Fußweg) führt von der Kleeblattstraße bis zum Bohnsdorfer Weg mit Verbindungsstraßen zum Sprossengrund. | Knospengrund · Knospengrund                                                       |
| Köpenicker Straße (Lage)        | 1100 (im Ortsteil)               | Berlin-Köpenick, der namensgebende Ortsteil des Bezirks Treptow-Köpenick | vor 1890            | Die Köpenicker Straße als wichtige Verbindung nach Adlershof führt vom Adlergestell bis zur Schönefelder Chaussee. Sie führt über die Altglienicker Brücke (ehemals Oppenbrücke), die 1993 wegen Baufälligkeit gesperrt wurde und seit 1995 durch eine Behelfsbrücke umgangen wird. Mit der Sperrung der Brücke musste auch die Straßenbahnlinie 84 eingestellt werden. Im Bereich der Kreuzung Köpenicker Straße/Grünauer Straße befand sich der Kern des sich in West-Ost-Richtung erstreckenden Straßendorfs Altglienicke. Am 1. Oktober 2002 wurden die Hausnummern 141–145 der Straße 72 in die Köpenicker Straße einbezogen. Diese Straße ist mit 620 Meter als regionale Straßenverbindung im Berliner Straßennetz (Kategorie III) eingeordnet, ein Abschnitt im Ortsteil von 240 m als ergänzende Straßenverbindung (Kategorie IV) und die restliche Straße ist als Zufahrtsstraße zu den Häusern kategorisiert. | Dorfkirche · Köpenicker Straße                                                    |
| Korkedamm (Lage)                | 0980                             | August Korke (1844–1900), Altglienicker Bauer | 1901                | Die Wohnstraße führt von der Köpenicker Straße zur Semmelweisstraße. Sie führte ursprünglich bis nach Adlershof und war im 19. Jahrhundert der Wirtschaftsweg des Bauern Korke. Mit dem Bau des Teltowkanals wurde er zum öffentlichen Weg erklärt. | Korkedamm                                                                         |
| Krötengasse (Lage)              | 0180                             | Kröten, Familie innerhalb der Ordnung der Froschlurche | 23. Mai 1973        | Sie geht als Stichstraße von der Otterstraße ab. Der ursprünglich als Straße 162 (Krötengasse) bezeichnete Siedlungsweg verlief von der Bohnsdorfer Chaussee bis zur Otterstraße. Durch den Bau des Bahnaußenringes wurde er geteilt. Der südlich des Außenringes gelegene Teil wurde 1973 in Glindower Weg, der nördlich gelegene Teil in Krötengasse benannt. | Krötengasse                                                                       |
| Kunibertstraße (Lage)           | 0280                             | Kunibert, männlicher Vorname | 18. Jan. 1936       | Die Wohnstraße zwischen Anne-Frank-Straße und Wolfmarsteig hieß bei der Anlage Straße 210. | Kunibertstraße                                                                    |
| Leberblumenweg (Lage)           | 0500                             | Leberblümchen, (Anemone hepatica) gehört zur Familie der Hahnenfußgewächse | 1. Okt. 2002        | Die Wohnstraße in der Siedlung Spreetal entstand als Straße 78. Sie führt vom Schachtelhalmweg bis zum Stechapfelweg. Vom Schachtelhalmweg zum Goldsternweg führt ein ungewidmeter Fußweg. | Leberblumenweg                                                                    |
| Lehmfeldsteig (Lage)            | 0110                             | Lehmfeld, Bezug auf die einstige Bodenbeschaffenheit | 15. Nov. 2001       | Der Verkehrsberuhigte Bereich führt von der Rudower Straße bis zur Semmelweisstraße. | Lehmfeldsteig                                                                     |
| Lehmusstraße (Lage)             | 0610                             | Emilie Lehmus (1841–1932), erste deutsche Medizinstudentin | 3. Sep. 1997        | Die Wohnstraße am Außenring im Ärztinnenviertel führt vom Mohnweg bis zur Erxlebenstraße. Auf Höhe der Tiburtiusstraße und der Erxlebenstraße befinden sich zwei Übergänge über die Bahntrasse zum Kölner Viertel. Die Lehmusstraße besteht aus einem Riegel aus Mehrfamilienhäusern, die zwischen der Altglienicker Aue und einer Güterbahnlinie liegen. Zur Bahn hin schützt ein Wall vor dem Lärm der Güterzüge. Zwischen lehmusstraße und Sieboldstraße wurde die Altglienicker Aue ein Park mit Sitzmöglichkeiten, Liegewiesen und Spielplätzen angelegt. An der Verbindung mit dem Birnenweg führt ein Fußgängersteg über die Güterbahn ins Kölner Viertel, ein weiterer Übergang verbindet die Straße mit der Coloniaallee und dem Coloniapark. | Lehmusstraße · Lehmusstraße                                                       |
| Lianenweg (Lage)                | 0280                             | Liane, eine verholzende Kletterpflanze | 4. Dez. 1930        | Sie führt von der Köpenicker Straße bis zur Normannenstraße, ist aber an der Köpenicker Straße für den Durchgangsverkehr gesperrt. | Lianenweg · Lianenweg                                                             |
| Lieselstraße (Lage)             | 0210                             | Liesel, weiblicher Vorname | 1. Okt. 1996        | Die Siedlungsstraße wurde vor ihrer Benennung im Straßenverzeichnis als Straße 140 a (Lieselstraße) ausgewiesen. Die nichtamtliche Bezeichnung Lieselstraße bürgerte sich bereits gegen Ende der 1930er Jahre ein. Im Adressbuch von 1943 ist sie als Straße 140a ausgewiesen. | Lieselstraße                                                                      |
| Lugierring (Lage)               | 080                              | Lugier, germanischer Stamm | 23. Nov. 2019       | Die Stichstraße zweigt von der Chaukenstraße ab und erschließt ein Neubaugebiet. |                                                                                   |
| Lutizenstraße (Lage)            | 0480                             | Liutizen, loser Bund einiger nordwestslawischer Stämme, die im Mittelalter den Südosten des heutigen Mecklenburg-Vorpommern und den Norden des heutigen Brandenburg bevölkerten                         | 21. Juli 1999       | Die Wohn-/Anliegerstraße führt von der Kattenstraße zur Wendenstraße und von dort versetzt weiter bis zum Außenring. Sie entstand aus der Straße 55 (Kattenstraße bis Markomannenstraße) und einem Abschnitt der Sachsenstraße (Markomannenstraße bis zum Außenring). | Lutitzenstraße                                                                    |
| Lutz-Schmidt-Straße (Lage)      | 0170                             | Lutz Schmidt (1962–1987), Sportler, DDR-Juniorenmeister im Radfahren, Maueropfer | 1. Aug. 2009        | Die Straße hieß zuerst Straße 174 (Rheingoldstraße). Auf Beschluss der BVV Treptow-Köpenick erhielt die Straße, an deren Ende Schmidt bei einem Fluchtversuch erschossen wurde, als erster Verkehrsweg in Berlin den Namen eines Maueropfers. | Lutz-Schmidt-Straße                                                               |
| Malvenweg (Lage)                | 0150                             | Malven, Pflanzengattung in der Familie der Malvengewächse | 22. Juli 1993       | Die Wohnstraße führt vom Mohnweg bis zum Bohnsdorfer Weg und war bis zur offiziellen Benennung als Straße 184 (Malvenweg) ausgewiesen. Am 12. Juni 2002 wurde auch der Teil des Wolfmarsteigs zwischen Bahnlinie und Malvenweg in den Malvenweg einbezogen. Die ruhige kleine Straße ist mit Einfamilienhäusern bebaut. Für Fußgänger gibt es an der Wegedornstraße eine Brücke über die Bahnlinie. 20 Meter der Straße sind als ergänzende Straßenverbindung im Berliner Straßennetz (Kategorie IV) eingeordnet. | Malvenweg                                                                         |
| Markomannenstraße (Lage)        | 0700                             | Markomannen, suebischer Volksstamm der Germanen | 9. Sep. 1912        | Die Wohnstraße führt von der Teutonenstraße bis zum Bohnsdorfer Weg. Von 1911 bis 1912 hieß sie Cheruskerstraße. Die bereits nach einem Jahr wieder vorgenommene Umbenennung der Straße ist auf die 1911 erfolgte Gründung des „Zweckverbandes Groß-Berlin“ zurückzuführen, in dem Namensgleichheit von Straßen vermieden werden sollte. Die ruhige Straße ist überwiegend mit Einfamilienhäusern bebaut. Für Fußgänger gibt es eine Verbindung entlang der Bahnlinie zur Lutizenstraße und eine Fußgängerbrücke an der Wegedornstraße führt über die Bahnlinie. | Markomannenstraße                                                                 |
| Markulfweg (Lage)               | 0300                             | Markulf, männlicher Vorname | 25. Jan. 1938       | Vor seiner Benennung hieß er Straße 147. Er führt vom Dankmarsteig bis zum Gerosteig. | Markulfweg                                                                        |
| Maßholderweg (Lage)             | 0160                             | Maßholder, volkstümlicher Name des Feldahorns | 3. Apr. 2018        | Die Straße führt von der Schönefelder Chaussee bis zum Brunolfweg. | Maßholderweg                                                                      |
| Mehldornpfad (Lage)             | 0120                             | Mehldorn oder Weißdorn, Gattung von Sträuchern oder kleinen Bäumen der Kernobstgewächse innerhalb der Familie der Rosengewächse                                                                         | 4. Dez. 1930        | Die kurze Wohnstraße, angelegt als Straße 132 führt von Am Kiesberg bis zum Teichrohrweg. | Mehldornpfad                                                                      |
| Meinolfstraße (Lage)            | 0050                             | Meinolf, männlicher Vorname | 18. Jan. 1936       | Die kurze, vom Wolfmarsteig abgehende Stichstraße entstand als Straße 211a. | Berlin-Altglienicke Meinolfstraße                                                 |
| Mirabellenweg (Lage)            | 0090                             | Mirabelle, auch als Gelbe Zwetschge bezeichnet, eine Unterart der Pflaume | 2. März 1959        | Durch den Bau des Bahnaußenrings wurde die ursprüngliche Straße 152 (Molchsteg) geteilt. Der östlich des Außenrings gelegene Teil wurde 1959 in Mirabellenweg, der westlich verlaufende Teil 1973 in Molchstraße benannt. | Mirabellenweg                                                                     |
| Mittelweg (Lage)                | 0410                             | nach der mittleren Lage in der Siedlung Wegedorn | 22. Juli 1993       | Der Siedlungsweg verläuft vom Mohnweg bis zum Bohnsdorfer Weg. Der vorherige Name war Straße 120 (Mittelweg). | Mittelweg · Mittelweg                                                             |
| Mohnweg (Lage)                  | 0820                             | Mohn, Pflanzengattung aus der Familie der Mohngewächse | 22. Juli 1993       | Der Siedlungsweg war vor seiner amtlichen Benennung im Straßenverzeichnis als Straße 176 (Mohnweg) ausgewiesen. Durch den Bau des Bahnaußenrings wurde er in zwei Teile geteilt, der östliche Teil heißt Kleiner Mohnweg. | Mohnweg                                                                           |
| Molchstraße (Lage)              | 0160                             | Molch, verschiedene, nicht unbedingt näher verwandte Amphibienarten aus unterschiedlichen Familien der Ordnung Schwanzlurche                                                                            | 23. Mai 1973        | Sie führt von der Ortolfstraße über Blindschleichengang. Durch den Bau des Bahnaußenrings wurde die ursprüngliche Straße 152 (Molchsteg) geteilt. Der westlich des Außenrings gelegene Teil wurde 1973 in Molchstraße benannt. Der östlich verlaufende Teil der Straße 152 war bereits 1959 in Mirabellenweg benannt worden. | Molchstraße                                                                       |
| Mundolfstraße (Lage)            | 0300                             | Mundolf, männlicher Vorname | 24. Jan. 1938       | Vor ihrer Benennung hieß sie Straße 148. Sie führt vom Dankmarsteig bis zum Gerosteig. | Mundolfstraße                                                                     |
| Müngersdorfer Straße (Lage)     | 0620                             | Müngersdorf, Stadtteil von Köln | 1. Sep. 1996        | Die Straße im Kölner Viertel hieß vorher Straße 111 (Fliederweg). Sie liegt zwischen Ewaldstraße und Mohnweg. | Müngersdorfer Straße                                                              |
| Narzissenweg (Lage)             | 0180                             | Narzissen, Pflanzengattung in der Unterfamilie der Amaryllidoideae innerhalb der Familie der Amaryllisgewächse                                                                                          | 22. Juli 1993       | Die Wohnstraße verbindet Mohnweg und Wolfmarsteig. Der vorherige Name seit Ende der 1930er Jahre war Straße 178 (Narzissenweg). | Narzissenweg                                                                      |
| Nelkenweg (Lage)                | 0340                             | Nelken, Pflanzengattung in der Familie der Nelkengewächse | 14. Juli 1997       | Die Wohnstraße verbindet Mohnweg und Wolfmarsteig. Der vorherige Name seit Ende der 1930er Jahre war Straße 179 (Nelkenweg). | Nelkenweg                                                                         |
| Nibelungenweg (Lage)            | 0180                             | Nibelungen, in der germanischen Heldensage ein Zwergenvolk, die Mannen um Siegfried und die Mannen um König Gunther                                                                                     | 27. Juli 1993       | Die Wohnstraße verläuft von der Schönefelder Chaussee über die Guntherstraße. Der vorherige Name seit Ende der 1930er Jahre war Straße 158 (Nibelungenweg). | Nibelungenweg                                                                     |
| Nippeser Straße (Lage)          | 0170                             | Köln-Nippes, Stadtbezirk der Stadt Köln | 1. Juni 1995        | Die südlich des Bahnaußenrings liegende Stichstraße im Kölner Viertel geht von der Porzer Straße ab. Die Mehrfamilienhäuser im Kölner Viertel entstanden Mitte der 1990er Jahre. Über Fußwege durch die Häuser sind die einzelnen Straßen miteinander verbunden. Die Innenhöfe sind begrünt und dienen als Gemeinschaftsflächen. Die Straße endet für Autos im Wohngebiet als Sackgasse. | Nippeser Straße                                                                   |
| Normannenplatz (Lage)           | 0040 × 40                        | Normannen, auch Wikinger genannt. Zwei regional verschiedene Gemeinschaften: Zum einen Nordgermanen, zum anderen romanisierte Normannen, die sich ab dem 9. Jahrhundert von der Normandie ausbreiteten. | 6. Juni 1906        | Er liegt zwischen Normannenstraße, Germanenstraße und Lianenweg. Es ist kein gewidmeter Platz. | Berlin-Altglienicke Normannenplatz                                                |
| Normannenstraße (Lage)          | 0470                             | Normannen, auch Wikinger genannt. Zwei regional verschiedene Gemeinschaften: Zum einen Nordgermanen, zum anderen romanisierte Normannen, die sich ab dem 9. Jahrhundert von der Normandie ausbreiteten. | 6. Juni 1906        | Die Wohnstraße liegt zwischen Grünauer Straße und Bohnsdorfer Weg. 110 Meter der Straße sind als ergänzende Straßenverbindung im Berliner Straßennetz (Kategorie IV) eingeordnet. | Normannenstraße                                                                   |
| Ontarioweg (Lage)               | 0130                             | Ontarioapfel, eine Apfelsorte | 2. März 1959        | Durch den Bau des Bahnaußenrings wurde die Straße 151 geteilt. Der nördlich des Außenrings verlaufende Teil wurde in Ontarioweg, der südlich des Außenrings verlaufende Teil in Gärtnerweg benannt. | Ontarioweg                                                                        |
| Ortolfstraße (Lage)             | 1960                             | Ortolf, männlicher Vorname | 18. Jan. 1936       | Die Straße zwischen Bohnsdorfer Weg und Brigittenweg hieß vorher Straße 156. Am 28. Juli 1989 wurde der mit dem Wohnungsbau entstandene Abschnitt zwischen Birnenweg und Uranusstraße in die Ortolfstraße einbezogen. Die Straße ist als ergänzende Straßenverbindung im Berliner Straßennetz (Kategorie IV) eingeordnet. | Ortolfstraße                                                                      |
| Otterstraße (Lage)              | 0190                             | Ottern oder Vipern, eine in Amerika, Afrika und Eurasien verbreitete Familie meist lebendgebärender Giftschlangen                                                                                       | 23. Mai 1973        | Die Wohnstraße zwischen Brigittenweg und Froschsteg entstand als Straße 164 (Otterstraße). | Otterstraße                                                                       |
| Peenestraße (Lage)              | 0460                             | Peene, Fluss in Mecklenburg-Vorpommern | 1. Okt. 1996        | Die Straße zwischen Ortolfstraße und Wegedornstraße entstand als Straße 125. | Peenestraße                                                                       |
| Pegasuseck (Lage)               | 0260                             | Pegasus, Sternbild knapp nördlich des Himmelsäquators | 27. Juli 1989       | Die Wohnstraße im Kosmosviertel besteht aus einer Erschließungsstraße für die hier liegende Grundschule am Pegasuseck sowie aus einem Abschnitt zu beiden Seiten des Glienicker Grundes und einem ungepflasterten Abschnitt am Gerosteig. Diese sind mit Fußwegen verbunden. | Berlin-Altglienicke Pegasuseck                                                    |
| Pfarrwöhrde (Lage)              | 0150                             | Wöhrde, norddeutsche Bezeichnung für um das Wohnhaus gelegenes Ackerland | vor 1911            | Die Straße verläuft im ehemaligen Dorfkern von Altglienicke von der Rudower Straße bis zur Semmelweisstraße | Pfarrwöhrde                                                                       |
| Pfirsichweg (Lage)              | 0120                             | Pfirsich, Pflanzenart der Gattung Prunus aus der Familie der Rosengewächse (Rosaceae) | 2. März 1959        | Die kurze Wohnstraße zwischen Apfelweg und Erxlebenstraße entstand als Straße 208. | Pfirsichweg                                                                       |
| Porzer Straße (Lage)            | 1020                             | Köln-Porz, namensgebender Stadtteil des Kölner Bezirks Porz | 1. Juni 1995        | Die Straße im Kölner Viertel führt vom Klettenberger Weg bis zum Bohnsdorfer Weg. Sie hat vier Stichstraßen zur Erschließung des Wohnkomplexes. | Porzer Straße                                                                     |
| Preußenstraße (Lage)            | 1090 790 + 300                   | Prußen, auch Altpreußen, baltischer Volksstamm, auf den der geografische Name Preußen zurückgeht | 5. Dez. 1911        | Die Siedlungsstraße verlief ursprünglich von der Straße Am Falkenberg in südöstliche Richtung bis zur Ewaldstraße. Durch den Bau des Bahnaußenrings wurde die Straße geteilt. 1958 wurde eine von der Preußenstraße abzweigende und parallel zum Bahnaußenring verlaufende Sackgasse in die Preußenstraße einbezogen. Hier befindet sich die 2012 renovierte Kleinhaussiedlung Altglienicke von Hermann Muthesius. | Preußenstraße · Preußensiedlung                                                   |
| Quittenweg (Lage)               | 0350                             | Quitte, einzige Pflanzenart der Gattung Cydonia innerhalb der Familie der Rosengewächse | 2. März 1959        | Die Wohnstraße verbindet Renettenweg und Bahnweg und hieß zuvor Straße 150. | Quittenweg                                                                        |
| Randolfstraße (Lage)            | 0300                             | Randolf, männlicher Vorname | 19. Dez. 2000       | Die als Straße 124 angelegte Wohnstraße liegt zwischen Bohnsdorfer Weg und Bernulfstraße. | Randolfstraße                                                                     |
| Rapunzelstraße (Lage)           | 0410                             | Rapunzel, Märchen der Brüder Grimm | 1. Dez. 1996        | Die Rapunzelstraße verläuft zwischen Zum Alten Windmühlenberg und Wegedornstraße, ist aber von der Wegedornstraße nur für Anwohner erreichbar, da durch eine Schranke abgesperrt. | Rapunzelstraße                                                                    |
| Rebenweg (Lage)                 | 0220                             | Weinreben oder Reben, Pflanzengattung in der Familie der Weinrebengewächse | 2. März 1959        | Der Siedlungsweg zwischen Porzer Straße und Grünbergallee war vor seiner Benennung der südlich des Bahnaußenringes verlaufende Teil der Straße 120. Viele Straßen in der Umgebung sind Obstsorten gewidmet. Die Bebauung besteht überwiegend aus Einfamilienhäusern. Ein Fußgängersteg führt über die Güterbahn zur Altglienicker Aue. | Rebenweg                                                                          |
| Renettenweg (Lage)              | 0230                             | Renette oder Reinette, Gruppe von Apfelsorten mit dichtem, markigem Fleisch und meistens kennzeichnendem Geschmack                                                                                      | 2. März 1959        | Der Siedlungsweg zwischen Apfelweg und Erxlebenstraße hieß bei der Anlage Straße 155. | Renettenweg                                                                       |
| Riedgrasweg (Lage)              | 0100                             | Riedgräser (Sauergrasgewächse), Familie in der Ordnung der Süßgrasartigen | 1. Okt. 2002        | Die kurze Stichstraße in der Siedlung Spreetal geht vom Schachtelhalmweg ab. Sie entstand als Straße 77. | Riedgrasweg                                                                       |
| Rodenkirchener Straße (Lage)    | 0290                             | Köln-Rodenkirchen, namensgebender Stadtteil des Kölner Bezirks Rodenkirchen | 1. Juni 1995        | Die von der Porzer Straße abgehende Stichstraße liegt im Kölner Viertel. Die Mehrfamilienhäuser im Kölner Viertel entstanden Mitte der 1990er Jahre. Über Fußwege durch die Häuser sind die einzelnen Straßen miteinander verbunden. Die Innenhöfe sind begrünt und dienen als Gemeinschaftsflächen. Die Straße endet für Autos im Wohngebiet als Sackgasse. | Rodenkirchener Straße                                                             |
| Rosestraße (Lage)               | 1210                             | Paul Rose, Gründungsmitglied des Grundbesitzervereins Falkenberg (1902) und Vorsteher im Unternehmerkonsortium Schirner & Rose, das die Straße anlegte                                                  | 1906                | Die Wohnstraße verläuft von Am Falkenberg über Schirnerstraße bis Bohnsdorfer Weg, wo sie als Sackgasse endet. Die ruhige Straße ist überwiegend mit Einfamilienhäusern bebaut. Für Fußgänger gibt es an der Wegedornstraße eine Brücke über die Bahnlinie. | Rosestraße Gemeindeheim · Rosestraße 13a                                          |
| Ruben-Wolf-Straße (Lage)        | 0170                             | Martha Ruben-Wolf (1887–1939), Ärztin | 3. Sep. 1997        | Die Wohnstraße im Ärztinnenviertel führt vom Mohnweg bis zur Sieboldstraße. | Ruben-Wolf-Straße                                                                 |
| Rubusweg (Lage)                 | 0250                             | Rubus, Pflanzengattung aus der Familie der Rosengewächse | 3. Apr. 2018        | Die Straße beginnt und endet am Betulaweg. | Rubusweg                                                                          |
| Rudower Straße (Lage)           | 1200 (im Ortsteil)               | Berlin-Rudow, Ortsteil im Berliner Bezirk Neukölln | vor 1890            | Die Straße ist die Verbindung zwischen Rudow und dem alten Ortskern von Altglienicke. Sie führt unter der Autobahn A113 hindurch und geht im Ortsteil Rudow in den Neudecker Weg über. An der Ecke Wegedornstraße liegt das Sportzentrum Adlershof der Humboldt-Universität. Beim Bau der Autobahn wurde die Straße verschwenkt, sie geht heute in den Neudecker Weg über, der zu einer Verbindungsstraße ausgebaut wurde. Zuvor war sie mit der Köpenicker Straße verbunden. Diese Straße ist als regionale Straßenverbindung im Berliner Straßennetz (Kategorie III) eingeordnet. | Rudower Straße · Rudower Straße · Rudower Straße, Mauerreste                      |
| Rübezahlallee (Lage)            | 0450                             | Rübezahl, Berggeist (Schrat) des Riesengebirges | 22. Juli 1993       | Die Straße von der Schönefelder Chaussee bis zur Dorothea-Viehmann-Straße wurde Ende der zwanziger Jahre angelegt und vor der Benennung als Straße 127 (Rübezahlallee) ausgewiesen. | Rübezahlallee                                                                     |
| Sachsenstraße (Lage)            | 0440                             | Sachsen, westgermanischer Volksstamm (Altsachsen), insbesondere im heutigen Niedersachsen und England                                                                                                   | 5. Dez. 1911        | Die Straße führt von der Rosestraße über Semnonenweg zur Bahntrasse und endet dort als Sackgasse. Die Straße in der Siedlung Sachsenberg wurde durch den Bau des Bahnaußenrings geteilt. Sie führte von der Wendenstraße westlich des Außenrings zur Rosestraße. Der westliche Teil erhielt den Namen Lutizenstraße. An der Ecke Schirmerstraße befindet sich die Grundschule am Altglienicker Wasserturm. | Sachsenstraße                                                                     |
| Salierstraße (Lage)             | 0880                             | Salier, Salfranken, ein Teilstamm der germanischen Franken | 6. Juni 1906        | Die Straße führte ursprünglich von der Teutonenstraße bis zur Bohnsdorfer Straße. 1936 wurde sie südlich bis zum Wolfmarsteig verlängert. | Salierstraße                                                                      |
| Saturnring (Lage)               | 0220                             | Saturnring, Ringsystem, das den Planeten Saturn umgibt | 28. Juli 1989       | Die Privatstraße auf dem Gelände der Anne-Frank-Oberschule im Kosmosviertel führt von der Siriusstraße zur Uranusstraße. | Berlin-Altglienicke Saturnring                                                    |
| Schachtelhalmweg (Lage)         | 0830                             | Schachtelhalme, Gattung in der Klasse der Equisetopsida innerhalb der Farne | 1. Okt. 2002        | Der Siedlungsweg in der Siedlung Spreetal hieß vorher Straße 76. Er führt vom Taubnesselweg über Leberblumenweg zum Plumpengraben. | Schachtelhalmweg                                                                  |
| Schattenweg (Lage)              | 0320                             | Schatten, hier Hinweis auf einen beschatteten Weg | 1. Juli 2003        | Der auch für Radfahrer freigegebene Gehweg ist eingeschränkt dem öffentlichen Verkehr gewidmet. Er verläuft von Erxlebenstraße bis Agnes-Hacker-Straße. Im RBS ist der Weg in der Klasse FUWE (Fußweg) mit einer Länge von 320 m aufgenommen. | Schattenweg                                                                       |
| Schirnerstraße (Lage)           | 0830                             | Adolf Schirner, Gründungsmitglied des Grundbesitzervereins Falkenberg (1902) und Vorsteher im Unternehmerkonsortium Schirner & Rose, das die Straße anlegte                                             | 1906                | Die Wohnstraße führt von Am Falkenberg bis Rosestraße. Ruhige Wohnstraße mit Kopfsteinpflaster, die überwiegend mit Ein- und Zweifamilienhäusern bebaut ist. An der Straße liegt die Schule am Altglienicker Wasserturm und ein denkmalgeschützter Wasserturm. | Wasserturm Schirnerstraße                                                         |
| Schneewittchenstraße (Lage)     | 0370                             | Schneewittchen, Märchenfigur aus der Märchensammlung der Brüder Grimm | 22. Juli 1993       | Die Wohnstraße zwischen Schönefelder Chaussee und Dorothea-Viehmann-Straße wurde vor ihrer Benennung als Straße 127 a (Schneewittchenstraße) ausgewiesen. | Schneewittchenstraße                                                              |
| Schönefelder Chaussee (Lage)    | 2380                             | Schönefeld, Gemeinde im Landkreis Dahme-Spreewald, Brandenburg | um 1920             | Sie ist die traditionelle Verbindung nach Schönefeld und verläuft von Köpenicker Straße, Alter Schönefelder Weg und Bohnsdorfer Weg bis zur Stadtgrenze, wo sie dann als Altglienicker Chaussee weiterführt. Nach ihrer Chaussierung war die Straße zu Beginn des 20. Jahrhunderts auch zeitweilig als Cöpenicker Chaussee oder nur als Chaussee bezeichnet worden. Nördlich des Friedhofs Altglienicke befand sich der von den Amerikanern für die Operation Gold gebaute Spionagetunnel zwischen Rudow und der Schönefelder Chaussee. Der südöstliche Teil der Straße ist von großen Plattenbauten aus DDR-Zeit bestanden. Die Südwestseite der Straße grenzt an den Landschaftspark Rudow-Altglienicke, die Siedlung Rehpfuhl und den Friedhof Altglienicke. Über dem Autobahntunnel der A 113 gibt es einen direkten Zugang zum Landschaftspark. Diese Straße ist als regionale Straßenverbindung im Berliner Straßennetz (Kategorie III) eingeordnet, weitere 550 Meter als ergänzende Straßenverbindung im Berliner Straßennetz (Kategorie IV). | Städtischer Friedhof Altglienicke Kapelle · Schönefelder Chaussee                 |
| Schützenstraße (Lage)           | 0220                             | Herkunft ungeklärt, möglicherweise nach dem ehemaligen Schützenverein, der hier sein Schützenhaus oder Schießplatz hatte                                                                                | um 1985             | Die Straße führt vom Schwalbenweg bis zur Stadtgrenze (Schönefeld) mit einer Zufahrt von der B 96a (am Seegraben). Der Hauptteil der Siedlungsstraße südlich des S-Bahnhofs Grünbergallee liegt auf dem Gebiet der Gemeinde Schönefeld, für die der Straßenname schon Ende der dreißiger Jahre verzeichnet ist. Auf Berliner Gebiet entstand Mitte der 1980er Jahre ein Neubaugebiet, zu dem die Straße führt. Hier befindet sich das Lufthansa Flight Training Berlin mit elf Flugsimulatoren. | Schützenstraße Lufthansa Trainingszentrum                                         |
| Schwalbenweg (Lage)             | 0530 (im Ortsteil)               | Schwalben, artenreiche Familie in der Ordnung der Sperlingsvögel | um 1985             | Die Straße in der Kosmossiedlung führt von der B 96a (Am Seegraben) über die Stadtgrenze bis zum Seeweg in Schönefeld. | Berlin-Altglienicke Schwalbenweg Bhf Grünbergallee · Schönefeld Schwalbenweg      |
| Schwarzkoppenstraße (Lage)      | 0100                             | Luise von Schwartzkoppen (1902–1986), Juristin, Bibliothekarin, eine der Initiatorinnen für die Gründung der Bibliothek der Freien Universität Berlin                                                   | 3. Sep. 1997        | Die Erschließungsstraße führt vom Mohnweg bis zur Sieboldstraße. Die Schreibweise ist fehlerhaft. | Schwarzkoppenstraße                                                               |
| Sebaldweg (Lage)                | 0260                             | Sebald, männlicher Vorname | 5. Nov. 1942        | Die Wohnstraße verläuft von der Rosestraße bis zur Ewaldstraße. | Sebaldweg                                                                         |
| Semmelweisstraße (Lage)         | 0930                             | Ignaz Semmelweis (1818–1865), ungarischer Arzt im damaligen Österreich-Ungarn | 10. Mai 1951        | Die Wohnstraße führt von der Köpenicker Straße über die Wegedornstraße bis zur Autobahntrasse, wo sie als Sackgasse endet. Vor dem Bau der Mauer mündete sie in die Rudower Chaussee, die von der Rudower Straße nach Adlershof führte. Heute befindet sich an dieser Stelle die Autobahnbrücke über den Teltowkanal. Die Umbenennung in Semmelweisstraße erfolgte 1951 unter teilweiser Einbeziehung der Straße 197. 1988 kam auch der westliche Teil der Straße 197 hinzu. Vorherige Namen waren Dorfstraße (bis um 1890) und Friedrichstraße (um 1890 bis 1951). | Dorfkirche Altglienicke · Semmelweisstraße 9                                      |
| Semnonenweg (Lage)              | 0240                             | Semnonen, Stammvolk der elbgermanischen Sueben | 9. Mai 1958         | Die Wohnstraße liegt zwischen Sachsenstraße und Germanenstraße. Er entstand mit dem Bau des Bahnaußenringes. | Semnonenweg                                                                       |
| Sieboldstraße (Lage)            | 0440                             | Josepha von Siebold (1771–1849), erhielt 1815 als erste Frau in Deutschland die Ehrendoktorwürde der „Entbindungskunst“ (Geburtshilfe)                                                                  | 3. Sep. 1997        | Die Straße im Ärztinnenviertel liegt zwischen Mohnweg und Erxlebenstraße. Die Sieboldstraße bildet mit der Lehmusstraße einen Häuserblock aus Mehrfamilienhäusern um die Altglienicker Aue, einem großzügigen Park mit Sitzmöglichkeiten, Liegewiesen und Spielplätzen. Es ist eine ruhige Wohnstraße. Eine Fußgängerverbindung über die Güterbahnlinie ins Kölner Viertel verbindet zur Coloniaallee und zum Coloniapark. | Sieboldstraße                                                                     |
| Siriusstraße (Lage)             | 0350                             | Sirius, Doppelsternsystem des Sternbildes „Großer Hund“, der hellste Stern am Nachthimmel | 28. Juli 1989       | Die Wohnstraße in der Kosmossiedlung führt von der Schönefelder Chaussee bis zur Ortolfstraße und geht in den Brigittenweg über. Die Straße entstand bei Anlage des Wohngebiets 2 in der Kosmossiedlung und wurde wie andere Straßen hier nach Himmelskörpern benannt. Die Straße ist als ergänzende Straßenverbindung im Berliner Straßennetz (Kategorie IV) eingeordnet. | Siriusstraße · Siriusstraße                                                       |
| Sorbenstraße (Lage)             | 0200                             | Sorben, auch Wenden, westslawisches Volk | 6. Juni 1906        | Die Wohnstraße liegt zwischen Cimbern- und Lutizenstraße. | Sorbenstraße                                                                      |
| Sprossengrund (Lage)            | 0230                             | Spross, junger Trieb oder ein junger, neu wachsender Teil einer Pflanze | 9. Aug. 2000        | Die Privatstraße zwischen Kleeblattstraße und Bohnsdorfer Weg erschließt die hier entstandene Siedlung. Das letzte Stück bis zum Bohnsdorfer Weg ist noch nicht fertig gestellt. | Sprossengrund                                                                     |
| Stechapfelweg (Lage)            | 0300                             | Stechäpfel, Gattung der Familie der Nachtschattengewächse | 1. Okt. 2002        | Die Anliegerstraße in der Siedlung Spreetal geht von Am Falkenberg bis Leberblumenweg. Vor der Benennung hieß er Straße 81. | Stechapfelweg                                                                     |
| Strohblumenweg (Lage)           | 0390                             | Strohblumen, Pflanzengattung der Familie der Korbblütler | 1. Okt. 2002        | Die Anliegerstraße in der Siedlung Spreetal geht von Am Falkenberg bis Leberblumenweg. Vor der Benennung hieß er Straße 79. | Berlin-Altglienicke Strohblumenweg · Strohblumenweg Plumpengraben                 |
| Suevenstraße (Lage)             | 0380                             | Sueben, Stammesgruppe germanischer Völker | 5. Dez. 1911        | Die Wohnstraße liegt zwischen Preußenstraße und Sachsenstraße. | Suevenstraße                                                                      |
| Taubnesselweg (Lage)            | 0300                             | Taubnesseln, Pflanzengattung aus der Familie der Lippenblütler | 1. Okt. 2002        | Die Anliegerstraße in der Siedlung Spreetal geht vom Goldsternweg über Schachtelhalmweg. Vor der Benennung hieß er Straße 75. | Taubnesselweg                                                                     |
| Teichrohrweg (Lage)             | 0270                             | Teichrohr, Schilfrohr, Art der Süßgräser, wird allgemein als Schilf bezeichnet | 4. Dez. 1930        | Der Teichrohrweg, vorher Straße 131, führt vom Mehldornpfad zum Wegedornstraße. | Teichrohrweg                                                                      |
| Teutonenstraße (Lage)           | 0770                             | Teutonen, germanisches Volk der Antike, das ursprünglich im heutigen Jütland lebte | 6. Juni 1906        | Die Wohnstraße führt von der Preußenstraße am Germanenplatz vorbei zur Salierstraße und endet dort als Sackgasse. | Teutonenstraße                                                                    |
| Tiburtiusstraße (Lage)          | 0260                             | Franziska Tiburtius (1843–1927), deutsche Ärztin | 3. Sep. 1997        | Die Wohnstraße im Ärztinnenviertel liegt zwischen Mohnweg und Sieboldstraße. Hier befindet sich die „Grundschule am Mohnweg“. Die Tiburtiusstraße ist auf der Ostseite mit Mehrfamilienhäusern bebaut. Auf der Westseite steht die Grundschule am Mohnweg und eine Kindertagesstätte. | Tiburtiusstraße Schule am Mohnweg · Tiburtiusstraße                               |
| Tollkirschenweg (Lage)          | 0180                             | Tollkirschen, eine Gattung aus der Familie der Nachtschattengewächse | 1. Okt. 2002        | Der Siedlungsweg zwischen Strohblumenweg und Stechapfelweg liegt in der Siedlung Spreetal. Er hieß vor der Benennung Straße 80. | Tollkirschenweg                                                                   |
| Traudelstraße (Lage)            | 0260                             | Traudel, weiblicher Vorname | 1. Sep. 2015        | Die Straße führt von der Alfonsstraße zur Kasperstraße. | Traudelstraße                                                                     |
| Tulpenweg (Lage)                | 0300                             | Tulpen, Pflanzengattung in der Familie der Liliengewächse | 17. Juli 1997       | Die Wohnstraße liegt zwischen Wolfmarsteig und Mohnweg. Ende der 1930er Jahre wir der nichtamtliche Name Straße 149 a (Tulpenweg) erstmals in Karten genannt. | Tulpenweg                                                                         |
| Uranusstraße (Lage)             | 0440 (im Ortsteil) außer Berlin  | Uranus, der 7. Planet unseres Sonnensystems | 28. Juli 1989       | Die Straße im Kosmosviertel zwischen Schönefelder Chaussee über Saturnring und Wehrmathen liegt an der Grenze zu Schönefeld. | Altglienicke Uranusstraße (Gemeinde Schönefeld) · Uranusstraße                    |
| Usedomstraße (Lage)             | 0420                             | vermutlich Guido von Usedom (1805–1884), Jurist und Diplomat | 6. Juni 1906        | Die Wohnstraße führt von der Wegedornstraße zur Auerswaldstraße. Die Benennung erfolgte zugleich mit der der Auerswald- und Walderseestraße. Sie wurde mit der Namensgebung nach „berühmten, aber bereits verstorbenen und verdienten Männern“ begründet. Die Straße ist daher vermutlich benannt nach dem Diplomaten Karl Georg Ludwig Guido Graf von Usedom. Eine Benennung nach Admiral Guido von Usedom (1854–1925) oder dem preußischen General Ernst Friedrich Usedom (1840–1913) erscheint nicht zutreffend, obwohl dieser im Berliner Adressbuch angegeben ist. Am 7. Dezember 2004 wurde auch die zwischen Wegedornstraße und Usedomstraße gelegene Straße 125a, nicht amtlich auch Jupiterstraße genannt, in die Usedomstraße einbezogen. Eine Benennung nach der Insel Usedom erscheint ebenso unzutreffend, da die angrenzenden Warnow- und Peenestraße erst 1956 bzw. 1996 benannt wurden. | Usedomstraße                                                                      |
| Venusstraße (Lage)              | 0460 + 150 + 480 (NO-Ast)        | Venus Nachbarplanet der Erde | 28. Juli 1989       | Die Straße in der „Kosmossiedlung“ liegt zwischen der Schönefelder Chaussee (700 Meter zur Stadtgrenze) und dem Birnenweg mit einem nördlichen Nebenast und gewinkelter Führung des Straßenlandes. Die als Venusstraße adressierten Bauten wurden nach der Einrichtung der Straße auf dem damals noch bis Stadtgrenze brachen Gelände erbaut. Im RBS der amtlichen Darstellung der Berliner Straßen ist die Venusstraße mit insgesamt 1363 m als G(=Gemeindestraße) und Kategorie V als sonstige Straße ohne besondere Verkehrsbedeutung aufgenommen. Davon sind zudem 75 Meter in der Klasse „PSTR“ (Privatstraße) aufgenommen, entsprechend besteht mit OKSTRA-Klasse „N“ keine öffentliche Zuständigkeit. Die Grundstücke 1–49 (ungerade, als statistischer Block 126.612) liegen nördlich der Venusstraße in einem „zum Viereck gefalteten“ Wohnblock an der Schönefelder Chaussee. Ein gleich gestalteter Wohnblock (statistisches Gebiet 126.613) liegt im Osten im Winkel zur Ortolfstraße, von diesem sind jedoch nur die direkt anliegenden (südlichen) Hausnummern 63–79 (ungerade) als Venusstraße adressiert. Die Häuser der westlichen und nördlichen Zeile sind als Pegasuseck 2–20 (gerade) nummeriert, die östliche Zeile des Blocks mit Ortolfstraße 142–158. An der südlichen Straßenseite (statistischer Block 126.609) hinter den Parkplätzen gehören die WBS-70/11-Wohnhauszeile 20–28 –(gerade) zur Venusstraße und gleichfalls am linearen Straßenlauf (640 Meter) der Wohnblock 40–46 (gerade). Zwischen jenen östlichen und westlichen Wohnblöcken liegt ein freier, grüner Streifen nach Norden mit der Schule am Pegasuseck und der Kita Venusstraße 57/59. Ein Straßenast führt zwischen Wohnblock und Schule nordwärts an das Gebiet der Siedlungshäuser „Altglienicker Grund“ und von da im rechten Winkel am Siedlungsrand, hier steht die Sporthalle und es liegt der Sportplatz, zur Ortolfstraße. Im Nachhinein wurden durch Teilung die Siedlungsgrundstücke 52, 61, 61c und 61d zur Venusstraße adressiert. Weitere Hausnummern sind das auf dem Grünstreifen südlich gegenüber der Schule stehende Gewerbegebäude 38, die Spiel- und Sportflächen als Nummer 30, 32 und 34 adressiert. Ein Spielplatz und das Gelände Kinder- und Jugendzirkus südlich zwischen Ortolfstraße und Birnenweg sind als statistisches Gebiet 126.602 auf dem Grundstück 88/90 ausgewiesen. Auf dem Dreieck Venusstraße/Ortolfstraße/Birnenweg (126.604) steht ein öffentlich genutztes Gebäude im Eigentum des Bezirksamts mit der Adresse Venusstraße 81. Alle Grundstücke und Gebäude der Venusstraße gehören zum statistischen Gebiet 126, eine der Struktur und Planung dienende Aufteilung des Bezirks. Anzumerken ist, dass es eine gleichnamige Straße (Nummer 4622) im Ortsteil Reinickendorf des gleichnamigen Bezirks gibt. Sie ist lediglich 90 Meter lang und hat acht anliegende Grundstücke. | Venusstraße                                                                       |
| Verlängerte Werderstraße (Lage) | 0840 als Ring und parallele Wege | Bernhard von Werder (1823–1907), preußischer General der Infanterie | nach 1937           | Die Wohnstraße verläuft von der Werderstraße und Besenbinderstraße zum Goldsternweg mit zwei weiteren Ästen und weiteren Stichstraßen. Die lange Zeit unbezeichnete Straße bildet den Anschluss an die Werderstraße, die wahrscheinlich nach dem preußischen General und Diplomaten Wilhelm von Werder benannt ist. Möglich erscheint auch eine Benennung nach einer dort vorhandenen, als Werder bezeichneten Flussniederung. | Verlängerte Werderstraße                                                          |
| Warnowstraße (Lage)             | 0360                             | Warnow, Fluss in Mecklenburg-Vorpommern | 18. Dez. 1956       | Die Wohnstraße führt von der Schönefelder Chaussee bis zur Ortolfstraße. Sie hieß zwischen 6. Juni 1906 und 14. Dezember 1956 Walderseestraße. | Warnowstraße                                                                      |
| Wegedornstraße (Lage)           | 3100                             | Wege- oder Kreuzdorn, Gattung innerhalb der Familie der Kreuzdorngewächse | 15. Dez. 1930       | Diese Straße ist im Ortsteil mit 1330 Metern als regionale Straßenverbindung im Berliner Straßennetz (Kategorie III) eingeordnet, 1360 Meter der Straße als ergänzende Straßenverbindung (Kategorie IV) und der restliche Abschnitt ist unkategorisiert. Sie beginnt an der Rudower Chaussee im Ortsteil Adlershof und überquert den Teltowkanal, um dann in südöstlicher Richtung bis zum Außenring weiter zu führen, den sie über die im April 2012 eröffnete Wegedornstraßenbrücke überquert und in den Bohnsdorfer Weg mündet. Ursprünglich wurde 1930 nur der nordwestlich der Schönefelder Chaussee in der Siedlung Weiß gelegene Teil der Straße 119 in Wegedornstraße benannt. 1936 wurde dann der südliche Teil der Straße 119 bis zum Bohnsdorfer Weg und schließlich 1989 auch die neu entstandene Straße in nördlicher Verlängerung bis zur Rudower Chaussee in die Wegedornstraße einbezogen. Am 22. Oktober 2001 erhielt der südöstlich der Bahnlinie gelegene Teil des Bohnsdorfer Weges ebenfalls den Namen Wegedornstraße. | Wegedornstraße                                                                    |
| Weidenweg (Lage)                | 0690 (im Ortsteil)               | Weiden, Gattung von Bäumen und Sträuchern | überliefert 1800    | Der Weidenweg führt von der Ewaldstraße zur Grünbergallee. Der Abschnitt zwischen Rebenweg und Grünbergallee bildet die Grenze zu Schönefeld, er ist ungepflastert. Der heutige Siedlungsweg entstand historisch als Grenzweg zwischen den Fluren von Bohnsdorf und Altglienicke und wurde Ende des 19. Jahrhunderts unter seiner traditionellen Bezeichnung als Fortsetzung der Bohnsdorfer Chaussee in das Chausseenetz des Landkreises Teltow einbezogen. Durch den Bau der Autobahnauffahrt wurde der Weidenweg teilweise überbaut. Sein östlicher Abschnitt zwischen Bundesstraße 96a und Glienicker Straße wurde am 12. April 2000 in die Glienicker Straße einbezogen. | Weidenweg                                                                         |
| Wendenstraße (Lage)             | 0630                             | Wenden, Westslawen, die vom 7. Jahrhundert an große Teile Nord- und Ostdeutschlands bewohnten, heute meist als Elbslawen bezeichnet                                                                     | 6. Juni 1906        | Die Wohnstraße führt vom Teutonenstraße bis zum Bohnsdorfer Weg. Das Teilstück zwischen Bohnsdorfer Weg und Straße 558, die Straße 65 des Bebauungsplans, wurde 1956 in die Wendenstraße einbezogen. | Wendenstraße                                                                      |
| Werderstraße (Lage)             | 0090                             | Bernhard von Werder (1823–1907), preußischer General der Infanterie | 1. Mai 1906         | Die kurze Wohnstraße liegt zwischen Besenbinderstraße und Grünauer Straße. | Werderstraße                                                                      |
| Widosteig (Lage)                | 0250                             | Wido, männlicher Vorname | 18. Jan. 1936       | Die Wohnstraße, vorher Straße 123, liegt zwischen Bernulfstraße bis Randolfstraße. Der von der Randolfstraße abgehende Teil ist ungepflastert. | Berlin-Altglienicke Widosteig                                                     |
| Wolfmarsteig (Lage)             | 0830                             | Wolfmar, männlicher Vorname | 18. Jan. 1936       | Die Wohnstraße führt von der Ortolfstraße über Narzissenweg bis zur Bahntrasse, wo er als Sackgasse endet. Der vorherige Name war Straße 146. Der Teil zwischen Bahnlinie und Malvenweg wurde am 12. Juni 2002 in den Malvenweg einbezogen, der Wolfmarstein führt seitdem nur noch bis zum Bahn-Außenring. | Wolfmarsteig                                                                      |
| Wunnibaldstraße (Lage)          | 0300                             | Wunnibald, männlicher Vorname | 24. Jan. 1938       | Die Wohnstraße zwischen Dankmar- und Gerosteig hieß vorher Straße 148a. | Wunibaldstraße                                                                    |
| Zum Alten Windmühlenberg (Lage) | 0560                             | nach einer hier bis in die 1920er Jahre befindlichen Windmühle | 1. Dez. 1996        | Die Straße führt von Alter Schönefelder Weg bis Am Alten Friedhof. Der vorherige Name war Straße 126. Am Ende der Köpenicker Straße beginnt das Altglienicker Hochplateau. In dem Dreieck Bohnsdorfer Weg und Schönefelder Chaussee stand bis Mitte der 1920er Jahre eine Windmühle, die bereits 1541 erwähnt wurde. | Zum Alten Windmühlenberg                                                          |
| Zur Rothen Laake (Lage)         | 0210                             | Rothe Laake, alter Flurname | 19. Dez. 2000       | Die Straße zwischen der Teltowkanalbrücke und Autobahntrasse ist über Am Glinigk und Iselersteig erreichbar. | Zur Rothen Laake                                                                  |

## Ehemalige und geplante Straßen
| Name                                                  | Namensherkunft                                                            | wann benannt | bis wann gültig | ggf. heutiger Name    | Anmerkungen |
| ----------------------------------------------------- | ------------------------------------------------------------------------- | ------------ | --------------- | --------------------- | --- |
| Friedrichstraße                                       | Friedrich III., für 99 Tage Deutscher Kaiser                              | um 1890      | 10. Mai 1951    | → Semmelweisstraße    | Die Straße wurde im Zuge der Veränderungen von Straßennamen, die monarchistischen bzw. militaristischen Ursprungs waren, umbenannt. |
| Gerostraße                                            | Gero (um 900–965), der erste und einzige Markgraf der Sächsischen Ostmark | 1942         | 22. Feb. 1957   | → Gerosteig           | Die Straße war 1942 amtlich in Gerostraße benannt worden; da sie aber sowohl auf Straßenschildern als auch in amtlichen Dokumenten als Gerosteig bezeichnet wurde, bekam sie 1957 auch den amtlichen Namen Gerosteig |
| Rheingoldstraße                                       | der nach dem Nibelungenlied im Rhein versenkte Nibelungenschatz           |              | 1. Aug. 2009    | → Lutz-Schmidt-Straße | Die Straße hieß zuerst Straße 174 (Rheingoldstraße), erhielt dann aber auf Beschluss der BVV-Treptow den Namen des Maueropfers, welcher hier 1987 erschossen wurde. |
| Walderseestraße                                       | Alfred von Waldersee (1832–1904), preußischer Generalfeldmarschall        | 1906         | 18. Dez. 1956   | → Warnowstraße        | Die Umbenennung der Straße in Warnowstraße erfolgte auf Wunsch der Bevölkerung durch Magistrats-Beschluss vom 14. Dezember 1956. |
| Wilhelmstraße                                         | Wilhelm I., erster Deutscher Kaiser                                       | 1891         | 10. Mai 1951    | → Besenbinderstraße   | Die Umbenennung der Wilhelmstraße 1951 erfolgte im Zuge der Veränderung von Straßennamen, die als monarchistischen oder militaristischen Ursprungs galten. Laut Magistratsvorlage sollte die Straße den Namen Kirchstraße erhalten. Da dieser Name jedoch im Stadtzentrum verwendet werden sollte, wurde lediglich die Umbenennung beschlossen und der zuständige Stadtrat ermächtigt, einen neuen Namen für die Straße festzulegen. |
| Wredebrücke/Köpenicker Straße/Rudower Chaussee (Lage) |                                                                           | um 1890      | um 1961         | entwidmet             | Dort wo heute die Autobahn den Teltowkanal überquert, befand sich die Wredebrücke, die die Verbindung zwischen Adlershof und Rudow/Altglienicke herstellte. Die Köpenicker Straße (Rudow) und die Rudower Straße sowie die Rudower Chaussee aus Adlershof waren durch ein Kreuzungsbauwerk verbunden. Der einstige südliche Abschnitt der Rudower Chaussee, von der Wredebrücke über den Teltowkanal bis zur Rudower Straße, war vorher ein Teil der überwiegend auf Neuköllner Gebiet liegenden Köpenicker Straße und wurde durch Beschluss vom 20. November 1959 in die Rudower Chaussee einbezogen. Nach 1973 erfolgte eine Verkürzung der Rudower Chaussee, und der über den Kanal zur Rudower Straße in Altglienicke führende Abschnitt wurde aufgehoben. |

## Weitere Örtlichkeiten in Altglienicke

### Kleingartenanlagen

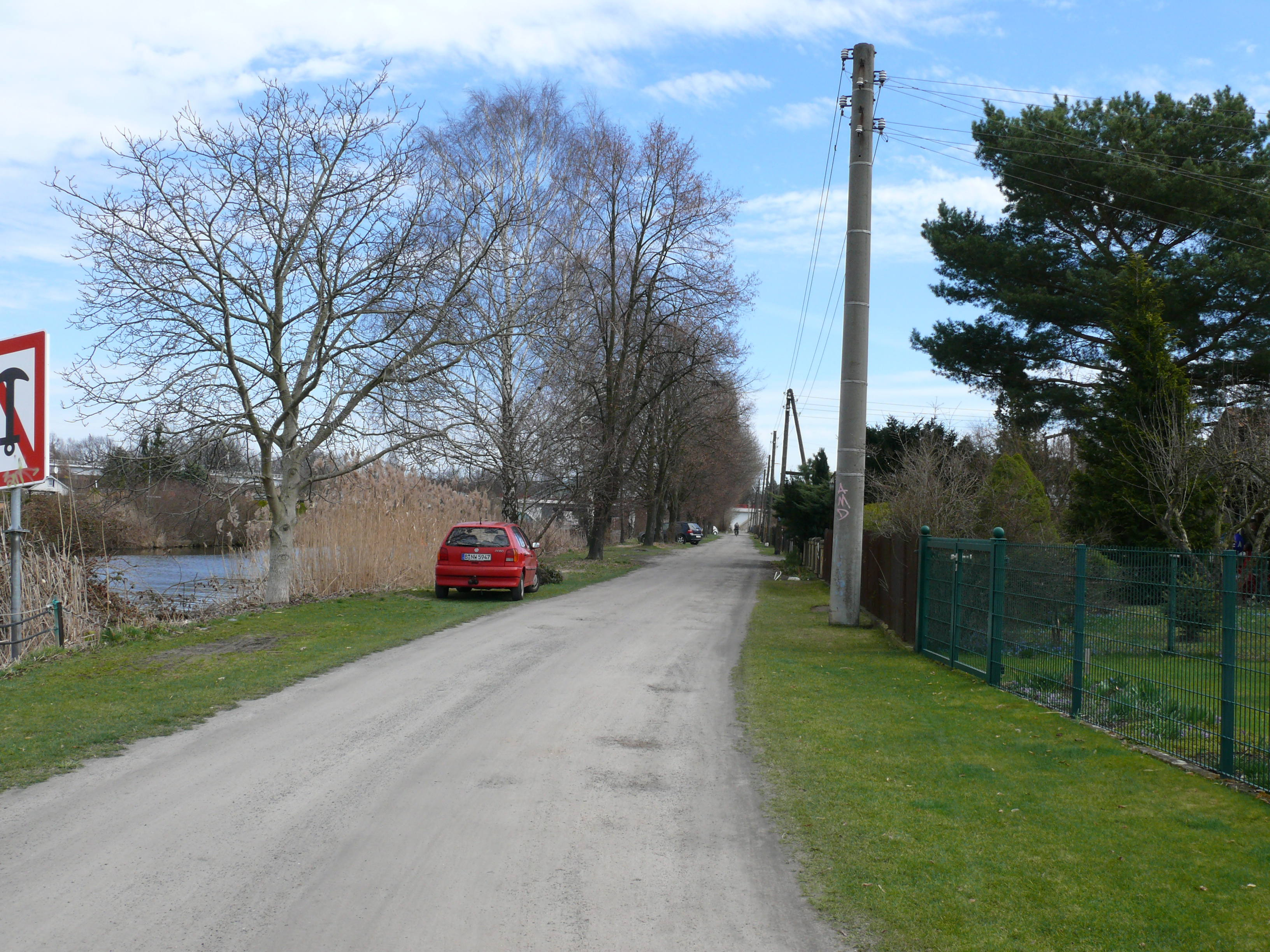
Berlin-Altglienicke KGA Bodenreform

Die Angaben beziehen sich auf den Kleingartenentwicklungsplan (KGEP 2010) des Landes Berlin für den Bezirk Treptow-Köpenick. Die Anlagen sind im Entwicklungsplan mit einer KGA-Nummer und als organisatorische Adresseinheit im Regionalen Bezugssystem (RBS) mit einer Straßennummer systematisiert. Die Alt-Glienicker Vereine gehören zum Bezirksverband der Gartenfreunde Berlin-Treptow e. V. „Hoch gesichert“ in der nachfolgenden Darstellung bedeutet, dass eine Räumung oder Wohnbebauung in absehbarer Zeit nicht geplant ist (Stand: Herbst 2014). Es heißt jedoch nicht, dass Stacheldraht und/oder Videokameras den Parzellenbereich sichern oder überwachen.
- KGA ‚Am Plumpengraben‘ (Strohblumenweg 109 + 119, Lage) ist eine hoch gesicherte Kleingartenanlage[30] mit 60 Parzellen auf 30.151 m² landeseigenem Pachtland. (KGEP: 09010, RBS: 44120)
Der Plumpengraben war ein langes Fließgewässer, der sein Quellgebiet in Johannisthal hatte. Von dort entwässerte er durch Alt-Glienicke (am Pumpwerk Altglienicke vorbei) am Falkenberg entweder weiter durch Bohnsdorf in den Zeuthener See oder nordwärts Richtung Spree in Höhe der Stubenrauchbrücke. Große Abschnitte wurden später zwecks Baulandgewinnung trockengelegt. Er ist Namensgeber der KGA,[31] die 60 Parzellen umfasst und 1984 gegründet wurde.[32]
- KGA ‚Bachespe‘ (Besenbinderstraße 29, Lage) ist eine hoch gesicherte Anlage[33] mit 62 Parzellen auf 32.522 m² Privatland. (KGEP: 09013, RBS: 44140) Die 1982 gegründete Anlage[32] liegt südlich der KGA ‚Lunapark I‘ und ist von ihr durch den Plumpengraben zwischen Köpenicker und Werderstraße getrennt.
- KGA ‚Birkenwäldchen‘ (Stechapfelweg, Lage) ist eine hoch gesicherte Anlage[30] mit 43 Parzellen auf 15.750 m² landeseigenem Pachtland (KGEP: 09015, RBS: 44148). Die Anlage wurde 1920 gegründet und liegt nördlich vom Plumpengraben gegenüber der KGA ‚Meisengrund‘.[34]
- KGA ‚Bodenreform‘ (Goldsternweg 110), ist mit 113 Parzellen (davon zehn Dauerbewohner) auf 62.512 m² landeseigenem Land hoch gesichert.[30] (KGEP: 09016, RBS: 44170) Die 1924 gegründete Anlage liegt zwischen Goldsternweg und Teltowkanal östlich der KGA ‚Lunapark‘.
- KGA ‚Erlengrund‘ (Semmelweisstraße 24, Lage); 37 Parzellen auf 19.973 m² Privatfläche, davon sind nur neun dauerhaft gesichert.[35][36] 28 Parzellen sind nur bis zum Jahr 2020 gesichert, danach soll hier eine Wohnbebauung erfolgen.[37]

Der Kleingarten-Verein wurde 1931 gegründet, die Anlage liegt südlich vom Plumpengraben gegenüber der KGA ‚Neuer Garten‘.
- KGA ‚Falkenbrunn I‘ (Falkenbrunnstraße 51, Lage) ist eine dauerhaft gesicherte Gartenanlage[30] mit 97 Parzellen auf 60.201 m² landeseigenem Pachtland, (KGEP: 09024, RBS: 44197) die nördlich vom Plumpengraben bis an das Bahngelände am Grünauer Kreuz liegt. Der Verein wurde 1947 gegründet.
- KGA ‚Helmutstal‘ (Tollkirschenweg 106, Lage) besteht aus 5.035 m² privatem Grund mit 13 Parzellen und ist ungesichert.[36] (KGEP: 09037, RBS: 44243) Die kleine Anlage aus dem Jahre 1926 liegt südlich vom Tollkirschenweg zwischen Stechapfel- und Sonnenblumenweg.
- KGA ‚Lunapark‘ (Goldsternweg 110, Lage) ist dauerhaft gesichert, mit 36 Parzellen und davon fünf Dauerbewohnern sind es 16.757 m² landeseigenes Land.[30] (KGEP: 09056, RBS: 44275) Die Anlage besteht aus drei Teilen südlich vom Teltowkanal um Werder- und Köpenicker Straße. ‚Lunapark‘ zwischen Teltowkanal, Anlage ‚Bodenreform‘, Goldsternstraße und Alt-Glienicker Brücke, ‚Lunapark I‘ westlich anschließend zwischen Plumpengraben und Köpenicker Straße und ‚Lunapark II‘ im anschließenden Winkel jenseits der Köpenicker Straße zwischen Teltowkanal und Korkedamm.[34] Der 1907 gegründete Gartenverein ist der älteste im Ortsteil.[32]
- KGA ‚Meisengrund‘ (Stechapfelweg 128, Lage) ist dauerhaft gesichert und besteht aus zehn Parzellen auf 4.700 m² landeseigenem Land,[30] sowie zwölf Parzellen auf 6.835 m² Privatland.[33] Sie liegt südlich vom Plumpengraben zu den Grundstücken 49–56 der Straße Am Falkenberg westlich vom Bahngelände des Grünauer Kreuzes. Der Verein wurde 1985 gegründet.
- KGA ‚Rudower Straße‘ (Rudower Straße 99/100, Lage) ist eine nur schwach gesicherte 1982 gegründete Anlage mit 31 Parzellen (davon sechs Dauerbewohner) auf 14.142 Privatland[36] und drei weiteren Parzellen auf 1.710 m² landeseigenem Land.[38] (KGEP: 09077, RBS: 44358) Die Anlage liegt westlich der Grundstücke der Verlängerten Wegedornstraße zwischen Semmelweis- und Rudower Straße, östlich der A 113 im Bereich der Siedlung Weiß.
- KGA ‚Spreetal/Kanne‘ (Taubnesselweg 98, Lage) besitzt 28 Parzellen auf dauerhaft gesicherten[30] landeseigenem Pachtland (KGEP: 09071, RBS: 05882) und liegt auf einer dreieckigen Fläche am Westrand des Grünauer Kreuzes zum Taubnesselweg hin und südlich der Grundstücke Goldsternweg 31–35.[34] Der Verein wurde 1926 gegründet.[32]

### Wohnsiedlungen
Anfangs war Altglienicke ein dörflicher Verbund aus zahlreichen Siedlungen mit eigenem Charakter, Spreetal, Altglienicker Höhe, Grüneck, Sachsenberg, Falkenhöhe, Altglienicker Grund. Mit den Neubauten nach 1990 kamen Kölner, Kosmos- und Ärztinnenviertel hinzu.

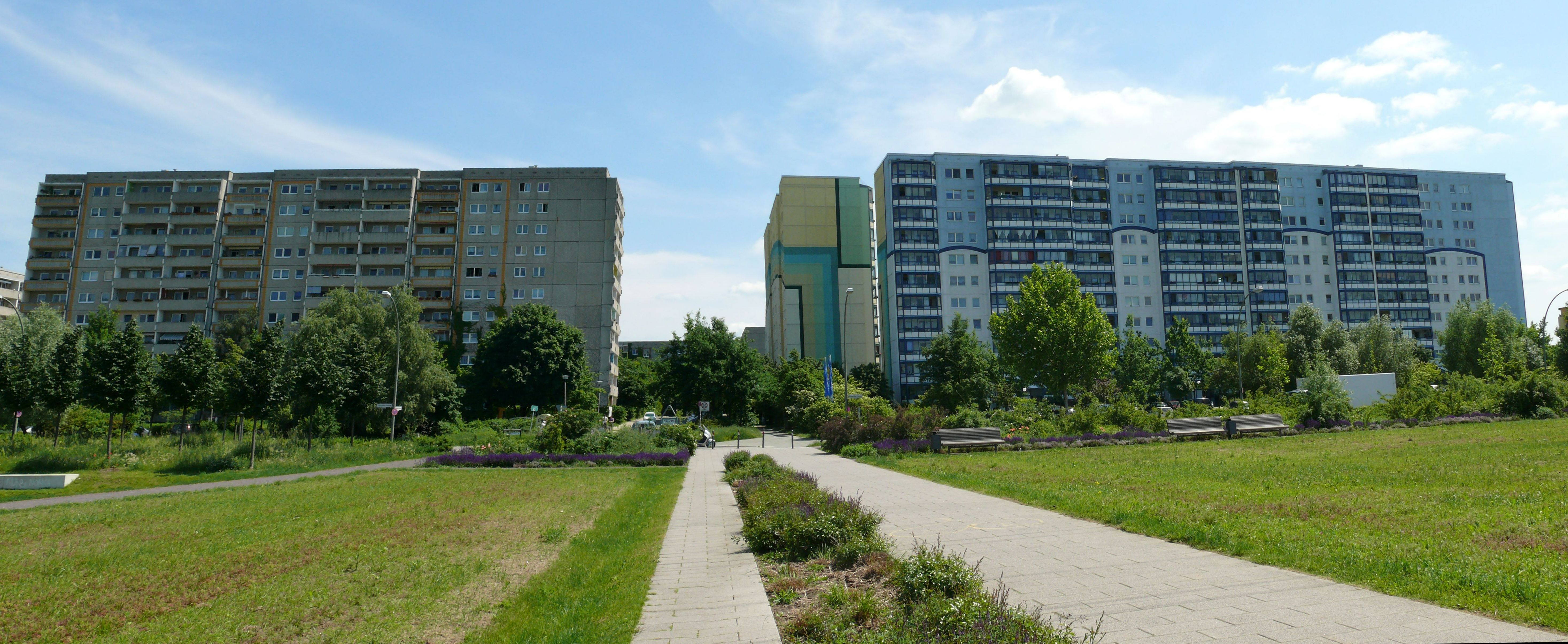
Kosmosviertel an der Schönefelder Chaussee

- Ärztinnenviertel (Lage): am Südosten der Siedlung Falkenhöh, um die Altglienicker Aue
- Altglienicker Grund (Lage) um die gleichnamige Straße herum, nördlich der Venusstraße
- Altglienicker Höhe (Lage): zwischen Wegedornstraße und Dankmarsteig, östlich der Schönefelder Chaussee
- Anne-Frank-Carée (Lage)
- Falkenhöhe (Lage)
- Spreetal (Lage): liegt im Norden des Ortsteils gelegen. Die Siedlung „Spreetal“ ist überwiegend durch Wohnnutzung geprägt. Sie wurde dementsprechend als „nicht kanalisiertes Siedlungsgebiet“ im Flächennutzungsplan dargestellt.[40]
- Kleinhaussiedlung Altglienicke[41] (Preußensiedlung) (Lage): Preußen-, Schirnerstraße, östlich der Bahnlinie
- Kosmosviertel[42] (Lage): im Südwesten des Ortsteils, östlich der Schönefelder Chaussee[43]
- Kölner Viertel (Lage): im Südosten des Ortsteils[44]
- Siedlung Wegedorn (Lage): um die Hassostraße, südlich der Wegedornstraße
- Siedlung Sachsenberg (Lage): westlich der Bahnlinie, um die Lutizen- und Markomannenstraße
- Siedlung Weiß (Lage): nördlich der Rudower Straße zu beiden Seiten der Wegedornstraße im Nordwesten
- Siedlung Meier (Lage): um die Straße Am Alten Friedhof, östlich der Wegedorn-, südlich der Rudower Straße
- Siedlung Grüneck (Lage): westlich der Schönefelder Chaussee, nördlich vom Friedhof
- Siedlung Rehpfuhl (Lage): westlich der Schönefelder Chaussee, südlich vom Friedhof
- Siedlung Boba II (Lage): um die Märchenstraßen, nördlicher im Winkel Wegedornstraße / Schönefelder Chaussee
- Siedlung Eigenheim II (Lage) : nördlich und südlich vom Brigitten-/ Kirschweg, zwischen Kosmos- und Kölner Viertel

### Sonstige Flächen

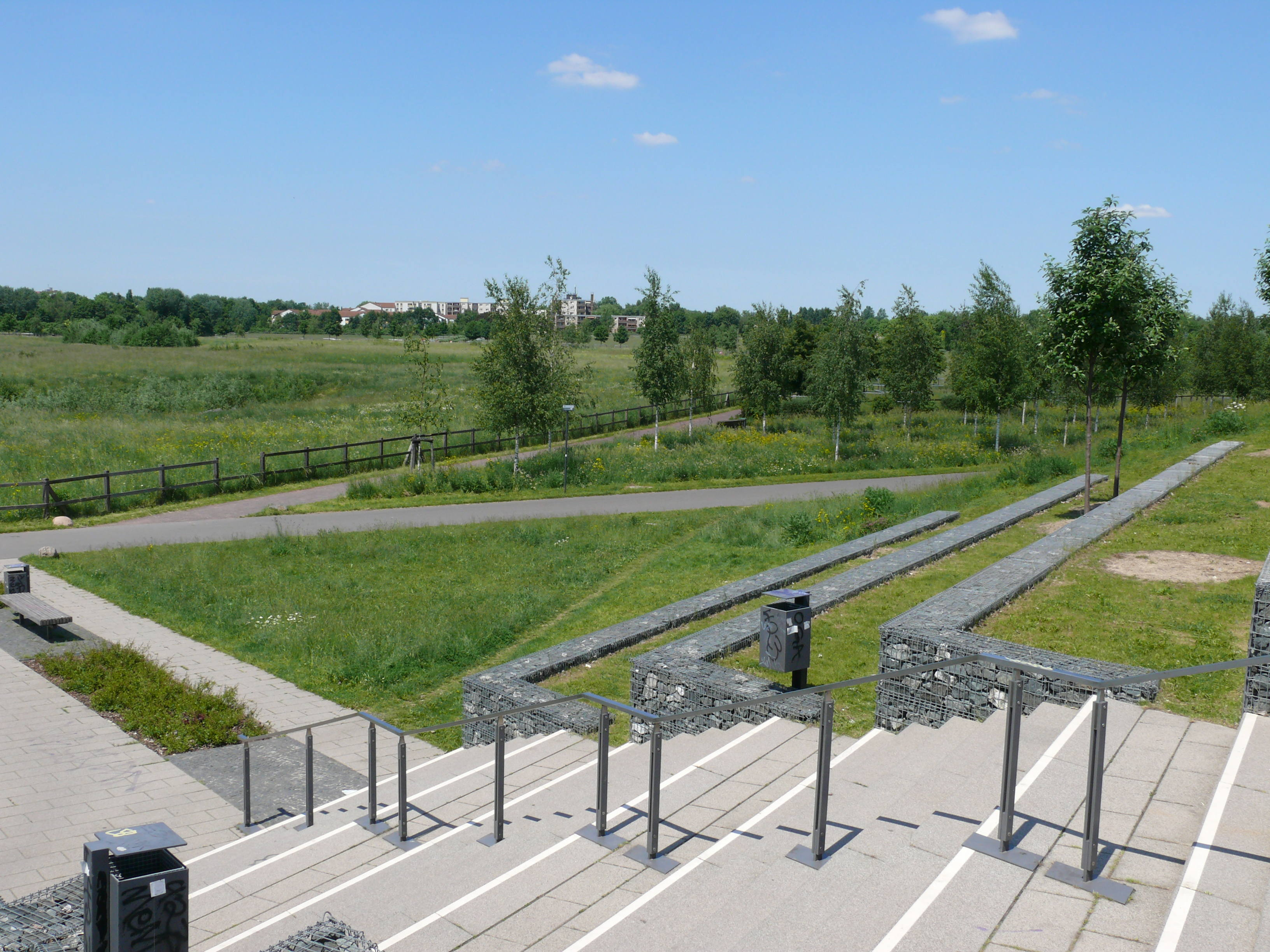
Berlin-Altglienicke Landschaftspark Rudow-Altglienicke

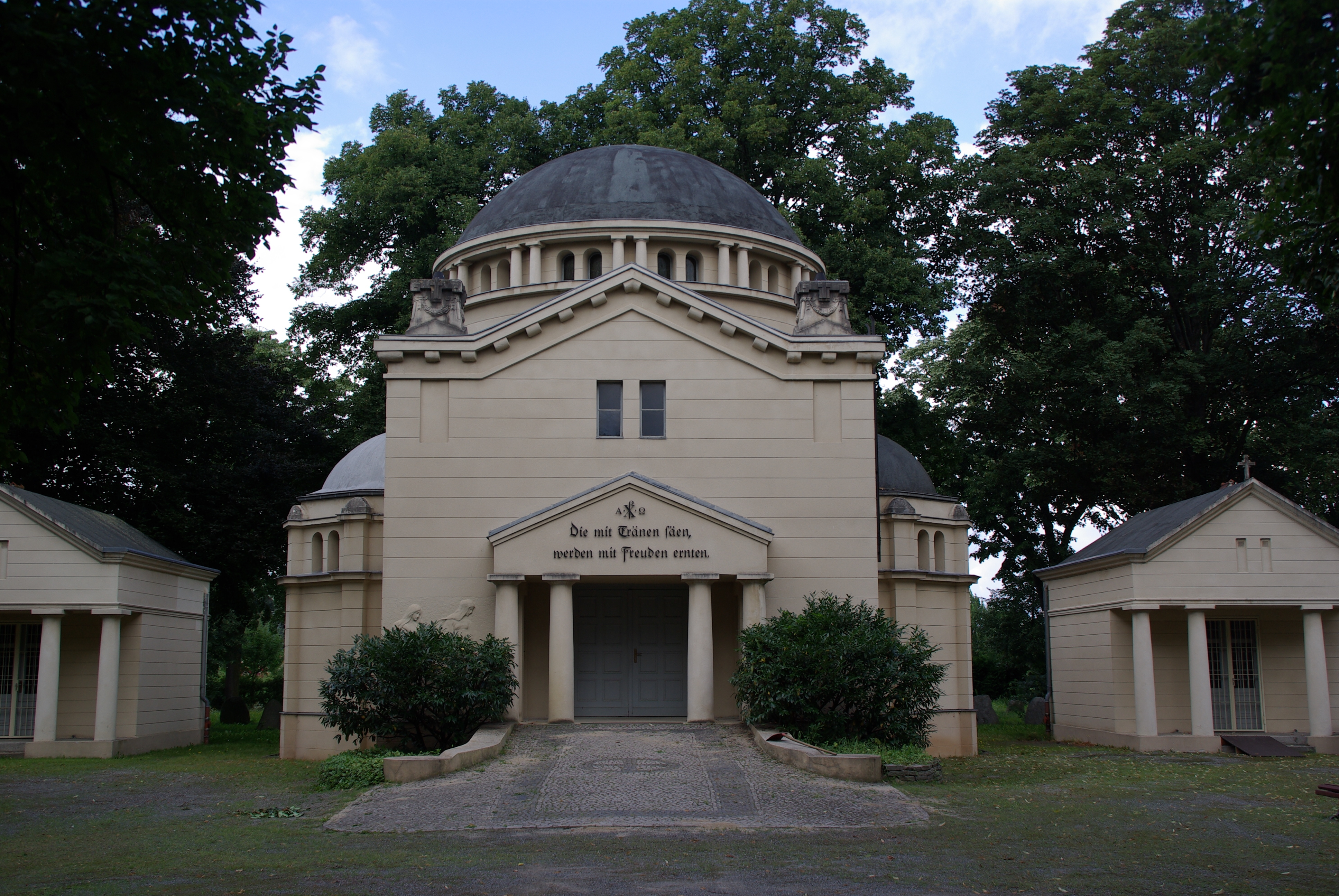
Kapelle auf dem Städtischen Friedhof

- Altglienicker Aue (Lage): eine Parkanlage zwischen der Sieboldstraße und der Lehmusstraße mit Liege-, Spielwiesen und Sitzbänken. Sie wurde im Zuge der Neubaumaßnahmen gestaltet.[45]
- Coloniapark (Lage): eine weitläufige Grünanlage zwischen der Chorweilerstraße und der Porzer Straße mit einer großen Liegewiese und Spielplatz. Der Name geht auf den alten römischen Name von Köln zurück, das eine Partnerstadt des ehemaligen Bezirks Treptow ist. Das umgebende Neubaugebiet im Ortsteilbekam Straßennamen nach Kölner Ortsteilen.[46]
- Landschaftspark Rudow-Altglienicke[47] (Lage): Der 64 Hektar große Park entstand als Ausgleichsmaßnahme für Baumaßnahmen zur Autobahn A 113 und der Lärmminderung der durchfahrenden Autos. Er liegt auf der Fläche des ehemaligen Mauerstreifens und der jahrzehntelangen Teilung der Bezirke Neukölln (Ortsteil Rudow) und Treptow (Ortsteil Altglienicke) durch die Berliner Mauer entstand auf dem ehemaligen Mauerstreifen. Wiesen und Felder des Milchhofs Mendler wurden in die Planung integriert, so dass Kühe und Pferde hier grasen. Neben neu entstandenen Wasserflächen wurden zugeschüttete Pfuhle wieder frei gelegt. Auf den Tunnelröhren (Tunnel Altglienicke und Tunnel Rudower Höhe) entstanden Grünflächen. Am Nordende des Parks sind Überreste der Mauer zu sehen. Der Park wurde im Mai 2009 der Öffentlichkeit übergeben. Der Mauerweg und der auf der gleichen Trasse verlaufende Teltower Dörferweg haben hier eine über zwei Kilometer lange und 4,5 Meter breite Asphaltpiste für Radfahrer und Skater und bilden mit anderen Verbindungswegen im Park eine „innerstädtische Promenade“.[48]
- Friedhöfe[49]
  - Evangelischer (Alter) Friedhof Altglienicke (5516, Lage) auf einer Fläche von 1,92 Hektar.
  - Städtischer Friedhof Altglienicke (5057, Lage) auf einer Fläche von 2,35 Hektar.

### Sonstige Straßen
- Der Autobahnzubringer Dresden (BAB 113) verläuft auf dem ehemaligen Mauerstreifen zwischen Altglienicke und Rudow. Er führt durch zwei Tunnel unter dem Landschaftspark Rudow-Altglienicke, ‚Tunnel Rudower Höhe‘ und ‚Tunnel Altglienicke‘. Die Länge der Hauptfahrbahnen ist im RBS[1] mit 6240 Meter angegeben.
- Hinzu kommt die A 117 mit der Ausfahrt zur B 96a (Süd, 230 m), der Einfahrt von B 96a (Nord, 280 m) und 470 Meter Hauptfahrbahn.
- Neben den in der obigen Liste genannten Wegen mit Verkehrsbedeutung (insbesondere Am Falkenberg Wasserwerk, Schattenweg) ist im Ortsteil in die amtliche FIS-Broker Kartenanzeige Berlin 1:5000 (Farbausgabe) ein Verbindungsweg aufgenommen sind.[50] Verbindungsweg zwischen Kirschweg und Glindower Weg (90 Meter): Er liegt 10 Meter breit in der Eigenheimsiedlung II vom Kirschweg an der Brigittenbrücke nach Süden zwischen der Schießsportanlage und den Grundstücken Kirschweg 25, 27 und Glindower Weg 8. Die weitere Fortsetzung nach Süden bis an die Stadtgrenze nach Schönefeld ist dem Glindower Weg mit den Grundstücken 1–7 (ungerade) zugeordnet.